# San Eustaquio
San Eustaquio (en neerlandés: Sint Eustatius, pronunciado /sɪnt øːˈstaːtsijʏs/ⓘ; en inglés: Saint Eustatius o Statia) es una isla neerlandesa en el mar Caribe que forma parte del archipiélago de las islas de Barlovento, que a su vez forman parte de las Antillas Menores, posee 21 km² y una población de 3800 habitantes según estimaciones de 2016. La capital regional es Oranjestad.
Es un municipio especial de los Países Bajos desde el 10 de octubre de 2010. Formó parte de las Antillas Neerlandesas hasta su disolución el 10 de octubre ese mismo año. Desde entonces cuenta con el estatus de «comunidad de interés particular» de los Países Bajos.
San Eustaquio mide 10 km de largo y hasta 5 km de ancho y, con la isla de Saba, forma la terminación noroeste del arco volcánico de las Antillas Menores.

## Historia

### Historia precolombina
Los primeros habitantes fueron los caribes, que se cree que procedían de la cuenca del Amazonas y emigraron al norte desde Venezuela a través de las Antillas Menores. A principios del siglo XX se descubrieron rastros de asentamientos en Golden Rock y Oranjebaai (Bahía de Oranje).

### Exploración española, inglesa y francesa
Cristóbal Colón fue el primero que puso la isla en un mapa y quien la bautizó en honor a Eustaquio de Roma, santo y mártir, el día de su fiesta, en el año 1493. En el momento de su llegada, la población original se había marchado antes, posiblemente debido a las condiciones naturales (no había agua dulce en la isla, por ejemplo).
La isla de San Eustaquio fue colonizada por primera vez por los franceses y los ingleses en 1625.
Se han encontrado múltiples yacimientos precolombinos en la isla, entre los que destaca el denominado "yacimiento de la roca dorada". Desde el primer asentamiento europeo, en el siglo XVII, hasta principios del siglo XIX, San Eustaquio cambió de manos veintiuna veces entre España, los Países Bajos, Gran Bretaña, y Francia.

### Colonización neerlandesa
En 1636, la cámara de Zeeland de la Compañía Holandesa de las Indias Occidentales tomó posesión de la isla, que en ese momento estaba deshabitada. Según fuentes francesas, los franceses ya habían construido allí un pequeño fuerte en 1629, pero volvieron a abandonar la isla por falta de fuentes naturales de agua. Los holandeses (zelandeses) construyeron un nuevo fuerte, el todavía existente Fuerte Oranje, y resolvieron el problema del agua construyendo cisternas (también existentes).
En 1678, las islas de San Eustaquio, San Martín y Saba quedaron bajo el mando directo de la Compañía Neerlandesa de las Indias Occidentales, con un comandante destinado en San Eustaquio para gobernar los tres territorios. En aquella época, la isla tenía cierta importancia por el cultivo de tabaco y caña de azúcar.

### Comercio de esclavos y puerto franco

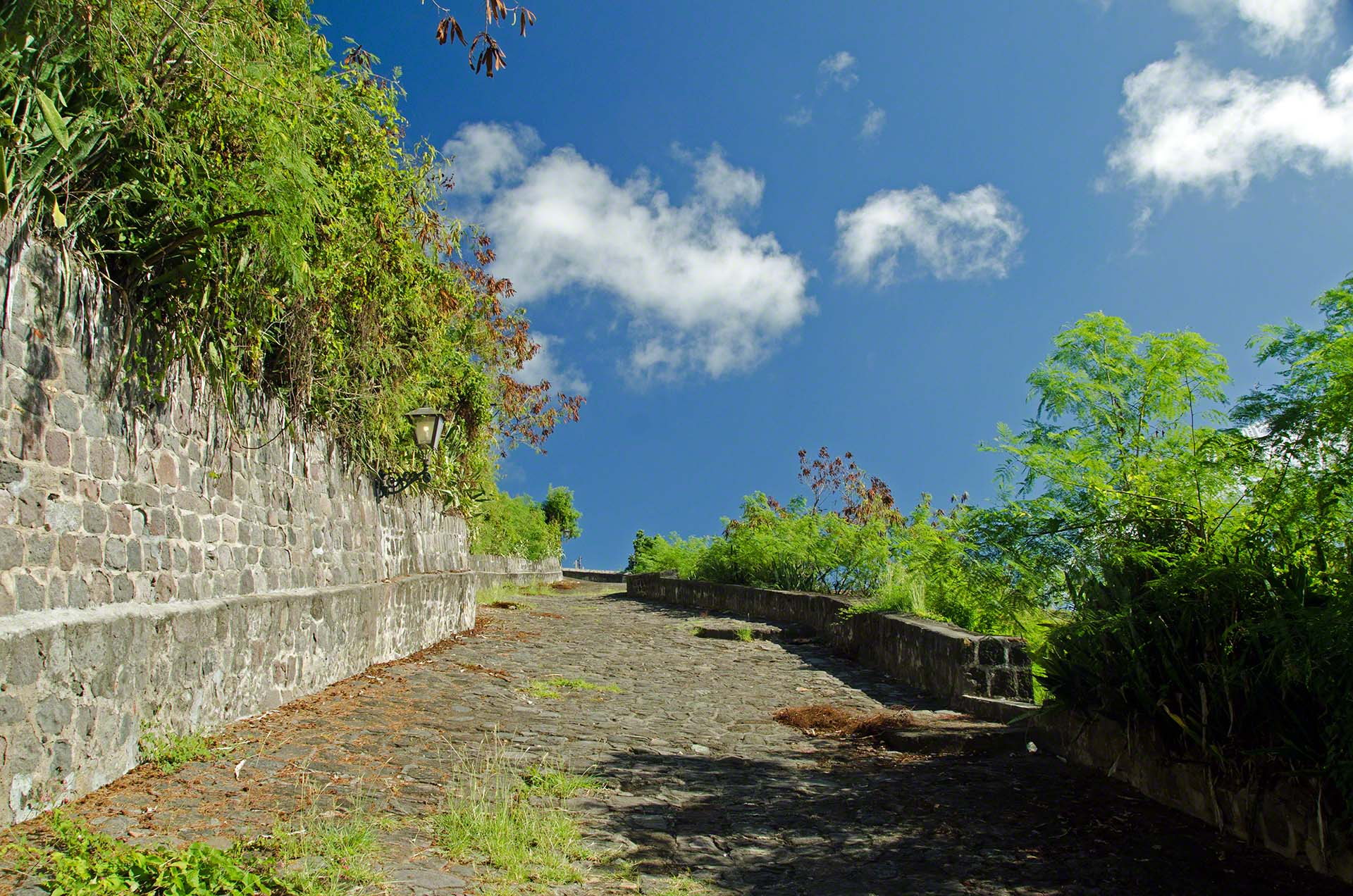
Antiguo camino para esclavos en San Eustaquio

En el siglo XVIII, la ubicación geográfica de San Eustaquio en medio de los territorios daneses (Islas Vírgenes), británicos (Jamaica, San Cristóbal, Barbados, Antigua), franceses (Saint Domingue, Santa Lucía, Martinica, Guadalupe) y españoles (Cuba, Santo Domingo, Puerto Rico), su gran puerto, su neutralidad y su condición, desde 1756, de puerto libre sin derechos de aduana, fueron factores que la convirtieron en un importante punto de transbordo de mercancías y en un lugar de comercio de contrabando. La economía de San Eustaquio floreció bajo los holandeses al ignorar las restricciones comerciales monopolísticas de las islas británicas, francesas y españolas; llegó a ser conocida como La Roca de Oro.
San Eustaquio se convirtió en la propiedad más rentable de la Compañía de las Indias Occidentales (WIC) y en un puerto de tránsito para los esclavos africanos en el comercio transatlántico de esclavos. En la isla se establecieron plantaciones de caña de azúcar, tabaco y añil que se trabajaban con mano de obra esclava. El comandante Jan de Windt envió dos barcos a Berbice en 1763 para ayudar a reprimir una revuelta de los esclavos. En 1774, había 75 plantaciones en la isla con nombres como Gilboa, Kuilzak, Zelandia, Zorg en Rust, Nooit Gedacht, Ruym Sigt y Golden Rock. En el siglo XVIII, la isla se llamaba la Roca de Oro (Gouden Rots). Toda la ciudad baja de la bahía de Orange estaba llena de almacenes donde se guardaban las mercancías más lujosas. En 1779, más de 3000 barcos procedentes de Europa, América y África atracaron en la rada de Oranjestad, tantos como en Ámsterdam. A veces llegaban más de 20 barcos en un día. La rada podía albergar 200 barcos al mismo tiempo.
De la época de esplendor de la isla quedan los restos de dieciséis obras de defensa (principalmente baterías abiertas) en un anillo alrededor de la isla. Además del Fuerte Oranje, se encuentran la Batería Bourbon, el Waterfort o Batería Ámsterdam, el Fuerte Panga y las baterías Jussac, Royal, Rotterdam, Tumble-down-Dick o Tommelendijk, Concordia, St. Louis, Corre Corre, De Windt, Nassau, Dolijn, Bouillé y los restos de un fuerte refugio inacabado de finales del siglo XVII en la colina de Gilboa.

### Primer Saludo
La isla vendía armas y municiones a cualquiera que estuviera dispuesto a pagar, por lo que era uno de los pocos lugares en los que los jóvenes Estados Unidos podían obtener provisiones militares. La buena relación entre San Eustaquio y los Estados Unidos dio lugar al conocido "Primer Saludo".

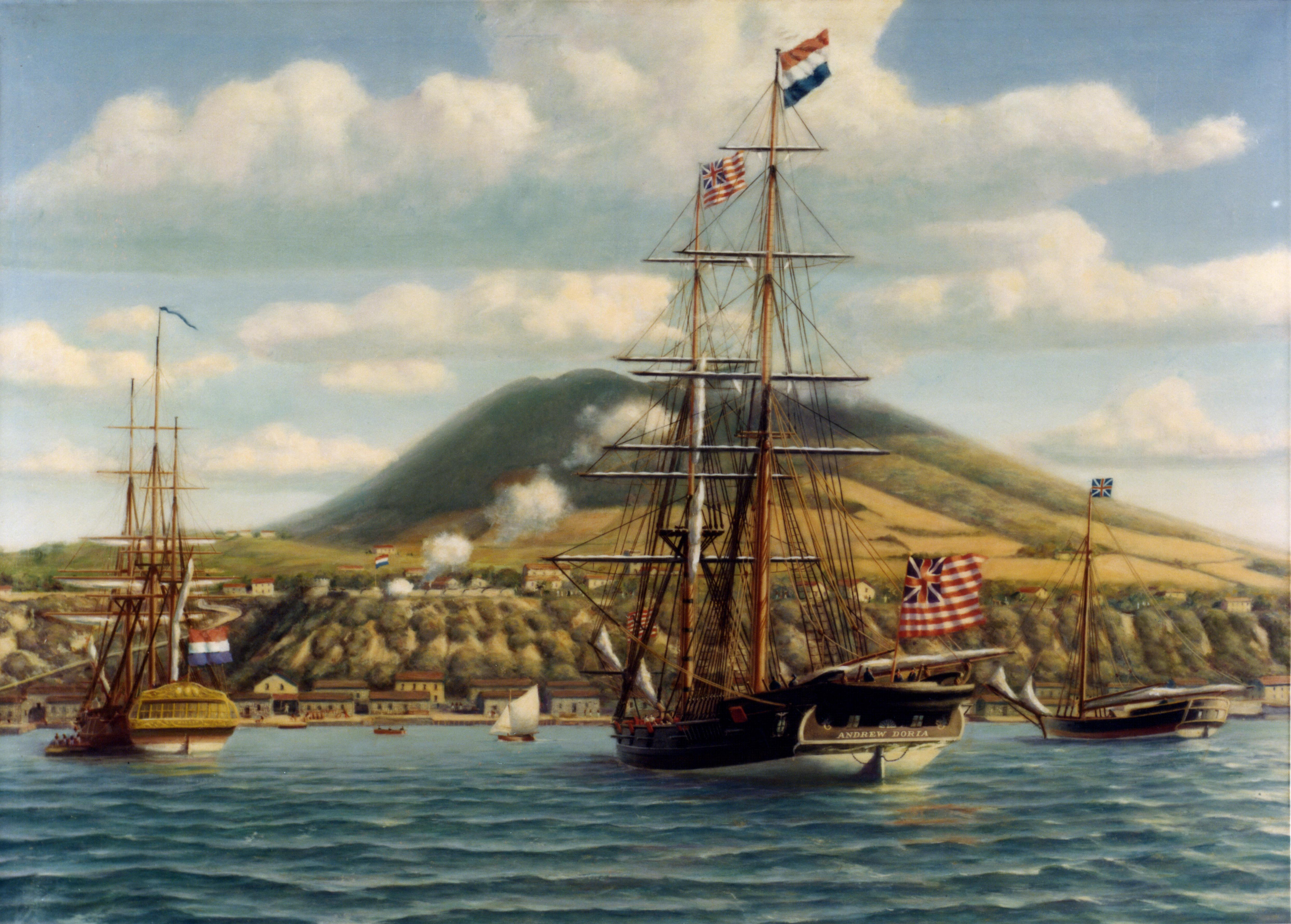
El buque estadounidense Andrew Doria recibe una salva del fuerte neerlandés de San Eustaquio, 16 de noviembre de 1776.

El 16 de noviembre de 1776, el bergantín estadounidense Andrew Doria, de 14 cañones, comandado por el capitán Isaiah Robinson, navegó, enarbolando los colores continentales de los incipientes Estados Unidos, hasta el fondeadero situado bajo el fuerte Oranje de San Eustaquio. Robinson anunció su llegada disparando una salva de trece cañones, un cañón por cada una de las trece colonias estadounidenses en rebelión contra Gran Bretaña. El gobernador Johannes de Graaff respondió con una salva de once cañones de Fort Oranje (el protocolo internacional exigía dos cañones menos para reconocer una bandera soberana). Fue el primer reconocimiento internacional de la independencia de Estados Unidos. El Andrew Doria había llegado para comprar municiones para las fuerzas revolucionarias de Estados Unidos. Llevaba una copia de la Declaración de Independencia que fue presentada al gobernador De Graaff. Una copia anterior había sido capturada por los británicos en su camino a Holanda. Estaba envuelta en unos documentos que los británicos creyeron que eran una extraña clave, pero que en realidad estaban escritos en yiddish, dirigidos a comerciantes judíos de Holanda.
El presidente Franklin D. Roosevelt visitó San Eustaquio durante dos horas el 27 de febrero de 1939 a bordo del USS Houston para reconocer la importancia del "Primer Saludo" de 1776.
Los británicos se tomaron en serio el incidente del Andrew Doria y protestaron amargamente contra el comercio continuo entre las Colonias Unidas y San Eustaquio. En 1778, Lord Stormont afirmó en el Parlamento que "si San Eustaquio se hubiera hundido en el mar tres años antes, el Reino Unido ya se habría ocupado de George Washington". Casi la mitad de los suministros militares de la Revolución estadounindese se obtuvieron a través de San Eustaquio. Casi todas las comunicaciones de las colonias rebeldes con Europa pasaban primero por la isla. El comercio entre San Eustaquio y Estados Unidos fue el principal motivo de la cuarta guerra anglo-holandesa de 1780-1784. En particular, el almirante británico George Brydges Rodney, tras ocupar la isla para Gran Bretaña en 1781, instó al comandante de las tropas de desembarco, el general de división Sir John Vaughan, a apresar a "Mr. Smith en la casa de Jones - ellos (los judíos de San Eustaquio, Antillas del Caribe) no pueden ser atendidos demasiado pronto - son notorios en la causa de América y Francia". La guerra fue desastrosa para la economía holandesa.

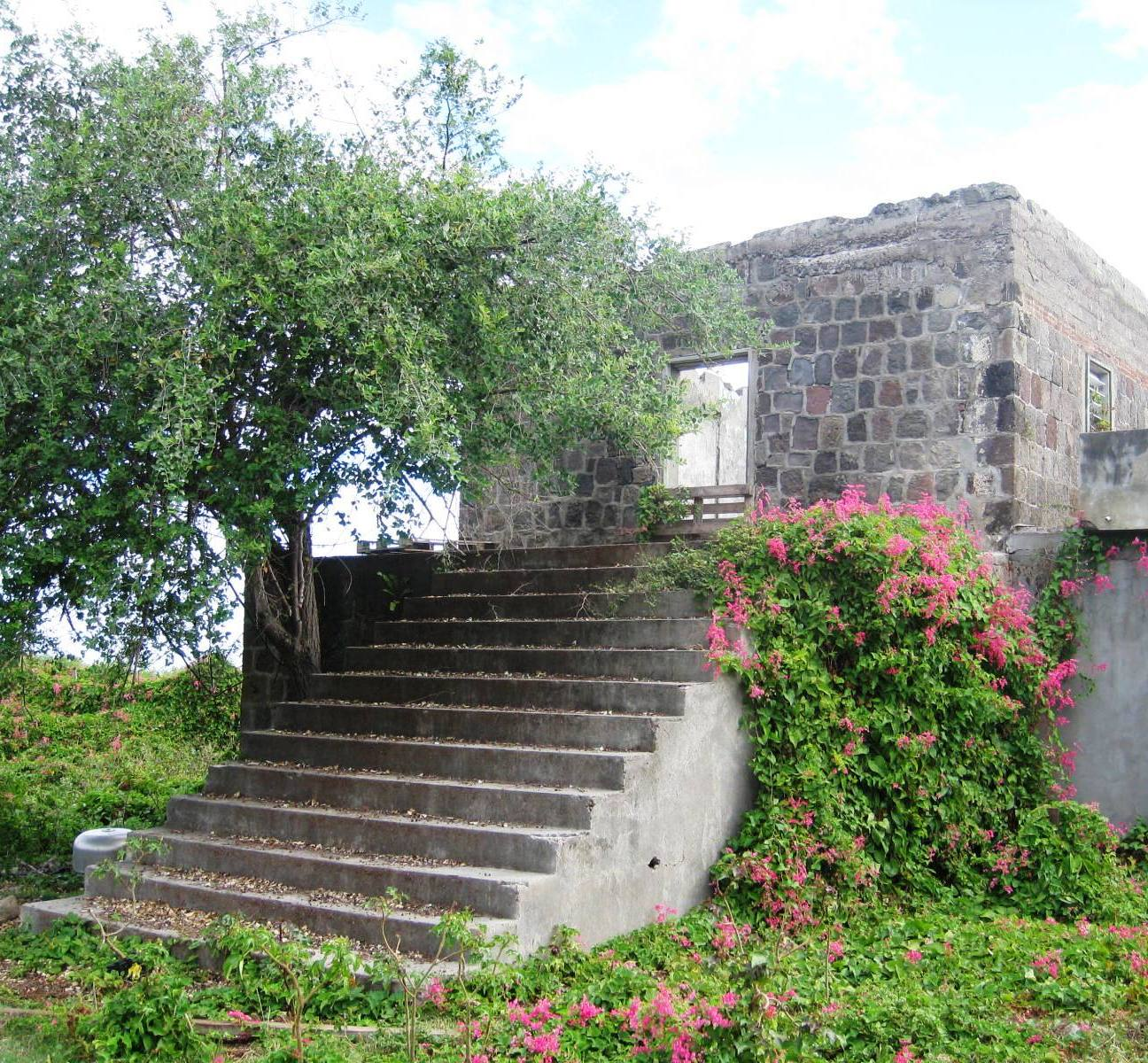
Ruinas de la propiedad del gobernador neerlandés Johannes de Graaff

Gran Bretaña declaró la guerra a la República de los Siete Países Bajos Unidos el 20 de diciembre de 1780. Incluso antes de declarar oficialmente la guerra, Gran Bretaña había equipado una enorme flota de combate para tomar y destruir el depósito de armas y el vital centro comercial en que se había convertido San Eustaquio. El almirante británico George Brydges Rodney fue nombrado comandante de la flota de combate. El 3 de febrero de 1781, la enorme flota de 15 buques de línea y numerosos barcos más pequeños que transportaban más de 3000 soldados apareció ante San Eustaquio preparada para invadirla. El gobernador De Graaff no conocía la declaración de guerra. Rodney ofreció a De Graaff una rendición incruenta ante su fuerza superior. Rodney tenía más de 1000 cañones frente a la docena de cañones de De Graaff y una guarnición de sesenta hombres. De Graaff rindió la isla, pero primero disparó dos cañonazos como muestra de resistencia en honor al almirante holandés Lodewijk van Bylandt, que comandaba un barco de la marina holandesa que se encontraba en el puerto. Diez meses después, la isla fue conquistada por los franceses, aliados de la República Holandesa en la guerra. Los holandeses recuperaron el control de la isla saqueada y expoliada en 1784.
En su apogeo, San Eustaquio pudo tener una población mayoritariamente transitoria de unas 10 000 personas. La mayoría se dedicaba a actividades comerciales y marítimas. Una lista del censo de 1790 da una población total (personas libres y esclavizadas combinadas) de 8124. El comercio se reactivó tras la marcha de los británicos. Muchos de los comerciantes (incluidos los judíos) regresaron a la isla. Sin embargo, las ocupaciones francesa y británica a partir de 1795 interrumpieron el comercio y también los norteamericanos, ahora reconocidos mundialmente como nación independiente, habían desarrollado entretanto su propia red comercial y ya no necesitaban San Eustaquio. La isla fue eclipsada por otros puertos holandeses, como los de las islas de Curazao y San Martín. Durante los últimos años del siglo XVIII, la isla desarrolló el comercio de ron de bahía. La economía decayó a principios del siglo XIX. A partir de 1795, aproximadamente, la población se redujo a 921 habitantes en 1948.

### Captura de San Eustaquio
La Captura de San Eustaquio tuvo lugar en febrero de 1781 durante la Cuarta Guerra Anglo-Holandesa, cuando el ejército y las fuerzas navales británicas al mando del teniente general Sir John Vaughan y el almirante George Rodney tomaron la isla caribeña de San Eustaquio, de propiedad holandesa. La captura fue controvertida en Gran Bretaña, ya que se alegó que Vaughan y Rodney habían aprovechado la oportunidad para enriquecerse y habían descuidado tareas militares más importantes. La isla fue tomada posteriormente por fuerzas francesas aliadas de los holandeses a finales de 1781, poniendo fin a la ocupación británica.

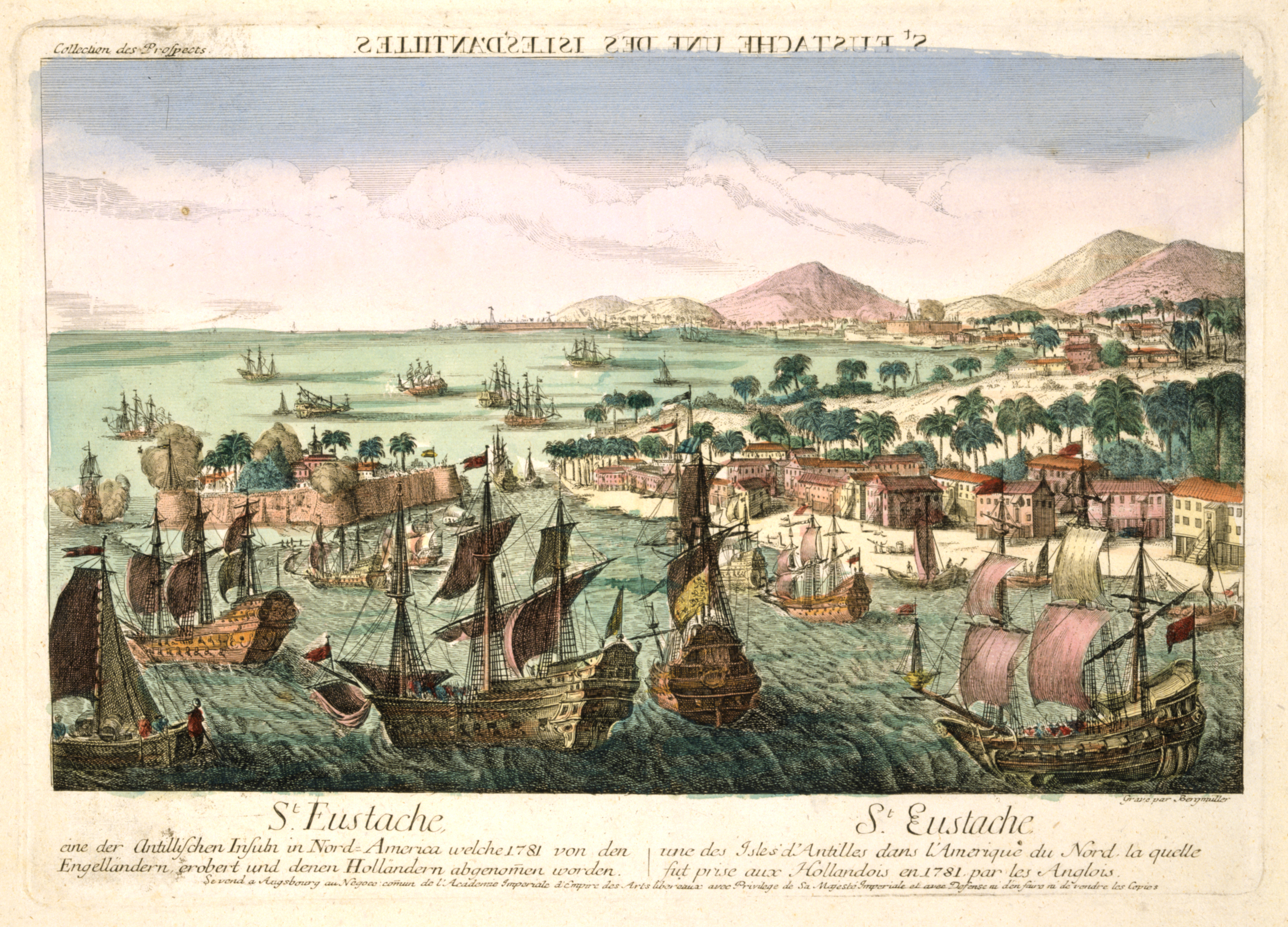
Pintura alemana sobre la Captura de San Eustaquio en 1781

Una expedición británica de 3000 soldados zarpó de Santa Lucía el 30 de enero de 1781 Rodney dejó barcos para vigilar a los franceses en Martinica. También envió a Samuel Hood por delante para detener cualquier barco mercante que escapara del puerto. La fuerza principal llegó a San Eustaquio el 3 de febrero. Los barcos de Rodney tomaron posiciones para neutralizar las baterías de tierra. El único buque de guerra holandés que se encontraba en la rada, la fragata Mars al mando del capitán Van Bijland, efectuó dos o tres disparos. En lugar de desembarcar las tropas y lanzar un asalto inmediato, Rodney envió un mensaje al gobernador Johannes de Graaff sugiriéndole que se rindiera para evitar el derramamiento de sangre. De Graaff aceptó la propuesta y se rindió. De Graaff tenía diez cañones en Fort Orange y sesenta soldados. Rodney tenía más de 1000 cañones en sus barcos. Al día siguiente, las islas cercanas de San Martín y Saba también se habían rendido.
Hubo un breve intercambio de fuego cuando dos de los barcos británicos dispararon al Mars y Van Bijland respondió con sus cañones. Rodney reprendió a los capitanes responsables de esta falta de disciplina.
La única batalla ocurrió cerca de Sombrero. Rodney se enteró de que un convoy de treinta barcos mercantes holandeses ricamente cargados acababa de zarpar hacia la madre patria menos de dos días antes de su llegada, protegidos únicamente por un solo hombre de guerra. Envió tres buques de guerra en su busca, y rápidamente alcanzaron al convoy. El único buque de guerra holandés no fue rival para los tres barcos británicos y, después de un feroz bombardeo de 30 minutos, el comandante herido de muerte, el contralmirante Willem Krul, mientras agonizaba, ordenó a su capitán que arriara la bandera. Ocho miembros de la tripulación holandesa murieron. Krul fue llevado de vuelta a San Eustaquio donde fue enterrado con todos los honores.
Las tripulaciones de todos los barcos holandeses tomados en San Eustaquio y también las del convoy de Krul fueron despojadas de todas sus posesiones y llevadas a San Cristóbal, donde fueron encarceladas, "con apenas algo más que la ropa más necesaria".
La riqueza que Rodney y Vaughan descubrieron en San Eustaquio superó sus expectativas. Había 130 mercantes en la bahía, así como la fragata holandesa y cinco buques de guerra estadounidenses más pequeños. En total, el valor de los bienes incautados, incluido el convoy capturado frente a Sombrero, se estimó en unos 3 millones de libras. El 5 de febrero de 1781, Rodney y Vaughan firmaron un acuerdo en el que se establecía que todos los bienes tomados pertenecían a la Corona. Rodney y Vaughan, según la costumbre británica, esperaban recibir personalmente una parte importante de la riqueza capturada de manos del rey una vez que llegara a Inglaterra. En lugar de delegar la tarea de clasificar y estimar el valor de los bienes confiscados, Rodney y Vaughan la supervisaron ellos mismos. El tiempo que dedicaron a esta tarea dio lugar a acusaciones de que habían descuidado sus deberes militares. En particular, Samuel Hood sugirió que Rodney debería haber zarpado para interceptar a una flota francesa al mando del almirante de Grasse, que viajaba a Martinica. La flota francesa, en cambio, giró hacia el norte y se dirigió a la bahía de Chesapeake, en Virginia y Maryland. Rodney había debilitado aún más su flota al enviar una fuerte fuerza de defensa a Gran Bretaña para acompañar a sus barcos del tesoro. Después de meses en San Eustaquio, capturando más mercaderes y tesoros, Rodney se vio obligado a enviar parte de su flota al mando de Hood hacia el norte para ayudar al general Cornwallis y a las fuerzas armadas británicas que luchaban contra los rebeldes estadounidenses, mientras él llevaba el resto de la flota de vuelta a Gran Bretaña para un reacondicionamiento atrasado.
Hood llegó a la bahía de Chesapeake y, al no encontrar ninguna flota francesa, continuó hacia Nueva York para unirse a las fuerzas bajo el mando del almirante Graves. Las fuerzas francesas al mando del almirante de Grasse (junto con otra escuadra francesa de Rhode Island) llegaron a Chesapeake poco después de que Hood se hubiera marchado. Graves y Hood habían sido superados y, aunque la batalla de Chesapeake resultante fue un empate táctico, fue una derrota estratégica para los británicos. Cornwallis no pudo ser abastecido y se vio obligado a rendirse unas semanas más tarde. Los estadounidenses habían ganado la guerra, en parte por el antisemitismo y las demoras aviesas de Rodney.
Tras regresar a casa, ambos oficiales se defendieron en la Cámara de los Comunes. Como Rodney era partidario del gobierno dirigido por Lord North, éste aprobó su conducta, y regresó a las Indias Occidentales para la campaña de 1782. Cuando el gobierno de North cayó y fue sustituido en 1782, el nuevo gobierno envió órdenes para llamar a Rodney. Sin embargo, antes de que llegaran, condujo a su flota a la victoria en la batalla de los Saintes –poniendo fin a un plan franco-español para invadir Jamaica– y regresó a casa para ser recompensado con un título de nobleza. Rodney sobrevivió a la censura en el parlamento por una votación estrictamente partidista.
En aquella época, San Eustaquio albergaba una importante comunidad judía, principalmente comerciantes y algunos propietarios de plantaciones con fuertes conexiones con la República Holandesa. Diez días después de que la isla fuera capturada por Rodney, parte de la comunidad judía, junto con el gobernador de Graaff, fueron deportados, siendo avisados con sólo 24 horas de antelación; Rodney fue especialmente duro con los judíos. La dureza se reservó sólo para los judíos, ya que no hizo lo mismo con los comerciantes franceses, holandeses, españoles o estadounidenses de la isla. Incluso permitió a los franceses salir con todas sus posesiones. A Rodney le preocupaba que su comportamiento sin precedentes se repitiera en las islas británicas por parte de las fuerzas francesas cuando los acontecimientos fueran diferentes. Rodney encarceló a todos los varones judíos adultos (101) en la casa de pesaje de la Compañía de las Indias Occidentales en la Bahía. Los que no fueron enviados inmediatamente a San Cristóbal (31 cabezas de familias judías) fueron retenidos allí durante tres días. Saqueó las posesiones personales de los judíos, incluso cortando el forro de sus ropas para encontrar dinero escondido allí. Cuando Rodney se dio cuenta de que los judíos podían estar escondiendo más tesoros, cavó nuevas tumbas en el cementerio judío. Más tarde, Edmund Burke, al enterarse de las acciones de Rodney, se levantó para condenar en el parlamento la vindicta antisemita y avariciosa de Rodney.
El control británico de San Eustaquio sólo duró diez meses, y el trabajo de Rodney para gestionar los premios fue en vano. Muchos de los bienes que incautó fueron capturados de camino a Gran Bretaña por una escuadra francesa al mando de Toussaint-Guillaume Picquet de la Motte.
En la noche del 26 de noviembre de 1781, unos 1500 soldados franceses procedentes de Fort Royal, dirigidos por el marqués de Bouillé, desembarcaron clandestinamente en San Eustaquio para tomar la isla. Frente a ellos se encontraban las compañías del batallón de los regimientos de a pie 13 y 15, que contaban con 756 hombres. Sin saber que los franceses estaban en la isla, el comandante británico, el teniente coronel James Cockburn, estaba dando un paseo matutino cuando fue capturado por tropas de la brigada irlandesa al servicio de Francia. Posteriormente, las tropas irlandesas y francesas sorprendieron a los británicos en el ejercicio fuera del fuerte y a los que estaban de guardia. Los franceses entraron en el fuerte detrás de los británicos y obligaron a la guarnición a rendirse. Posteriormente, Cockburn fue juzgado por un consejo de guerra general y fue destituido (obligado a retirarse). No hubo bajas significativas en ninguno de los dos bandos. Se tomaron cuatro millones de libras, 170 000 de ellas pertenecientes al almirante Rodney o a sus tropas. Estos fondos se distribuyeron entre las tropas francesas y los colonos holandeses.
Los franceses devolvieron San Eustaquio a los holandeses en 1784. Los judíos y otros mercaderes expulsados regresaron, se reanudó el comercio y la población de la isla alcanzó su máximo histórico en 1790.

### Alternancia de la ocupación colonial
La isla de San Eustaquio se convirtió en un importante centro comercial durante el siglo XVIII. Como tal, desempeñó un papel importante en los conflictos de las naciones europeas colonialistas, ya que está situada en un lugar conveniente para Europa, así como de fácil acceso como centro de comercio y abastecimiento de otras islas de las Indias Occidentales.
A lo largo de dos siglos, la isla cambió de manos repetidamente debido a su deseable ubicación geográfica y sus funciones comerciales. En un esfuerzo por proteger sus intereses, la isla fue fortificada en varias etapas sucesivas. comenzando a principios del siglo XVII, y la última fase importante terminó en 1816. Se sabe que la isla tenía varios elementos defensivos construidos por las ocupaciones holandesa, francesa e inglesa.

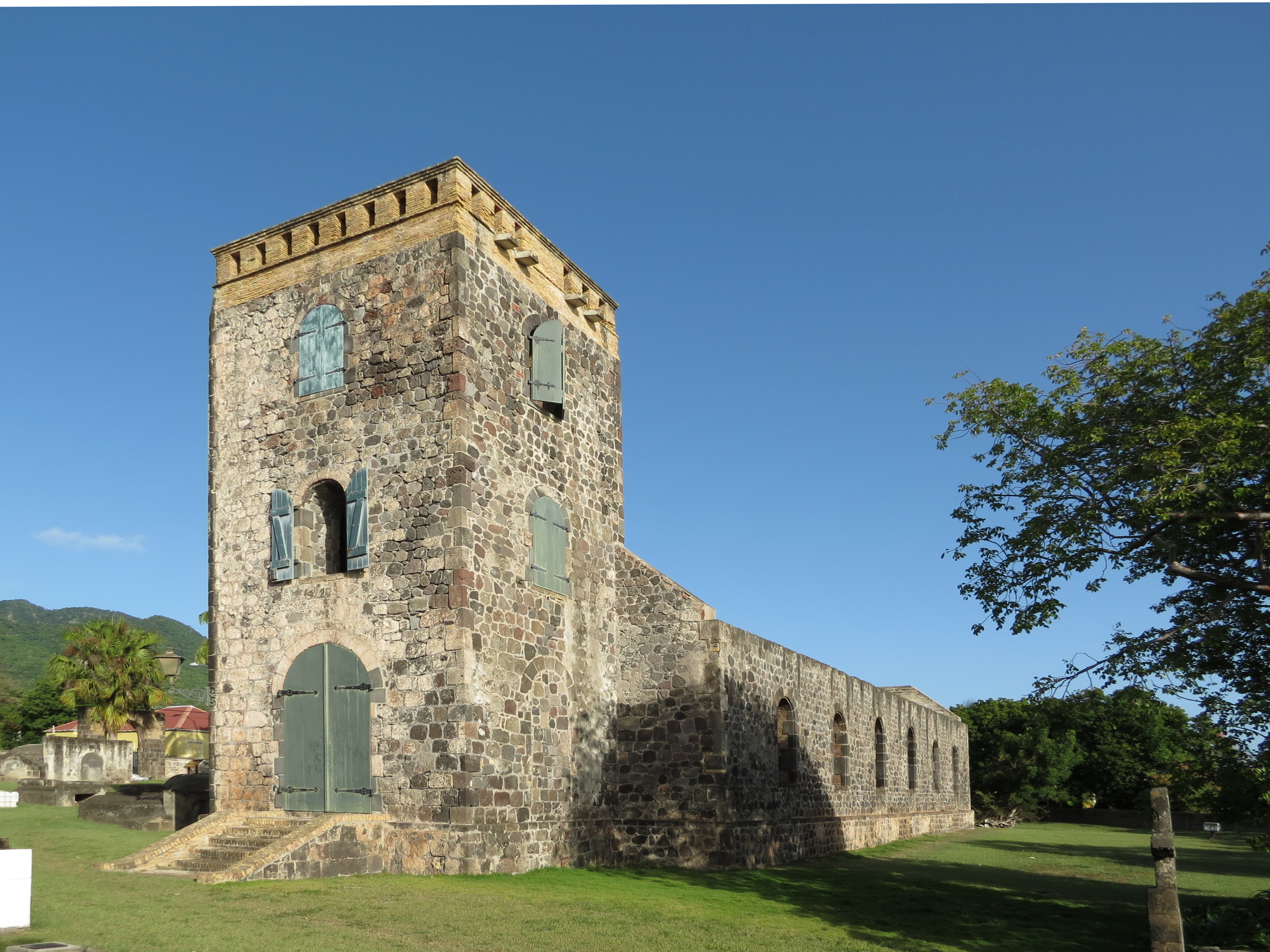
Ruinas de la Iglesia Reformada Neerlandesa en San Eustaquio construida alrededor de 1774

A esto le siguió una alternancia de ocupaciones francesas, holandesas e inglesas:
1781-1784 Franceses
1784-1795 Neerlandeses
1795-1801 Franceses
1801-1802 Ingleses
1802-1810 Neerlandeses
1810-1816 Ingleses
1816-presente Neerlandeses
La economía de la isla se derrumbó por completo como resultado de los constantes cambios de gobierno. Tras la caída de Napoleón en 1815, los Países Bajos recuperaron las antiguas colonias británicas en el Caribe en 1816. Inicialmente se consideraron tres colonias de las Indias Occidentales:
- Surinam (Suriname)
- Curazao y dependencias (Curaçao en Onderhorigheden, parte holandesa de las Islas de Sotavento)
- San Eustaquio y dependencias (Sint Eustatius en onderhorigheden, parte holandesa de las Islas de Barlovento)

Con la devolución de las colonias por parte de los británicos, San Eustaquio, San Martín y Saba volvieron a ser propiedad holandesa a partir de 1816, pero la lengua de comunicación siguió siendo el inglés.
Para reducir los costes administrativos, las tres colonias se redujeron a una sola con un gobernador general en Paramaribo en 1828. En 1845, esto se revirtió parcialmente porque el gobierno de las islas desde Surinam no funcionó bien. A partir de ese año, volvió a haber dos colonias antillanas:
- Surinam
- Curazao y sus dependencias (que incluye las islas de Barlovento y Sotavento)

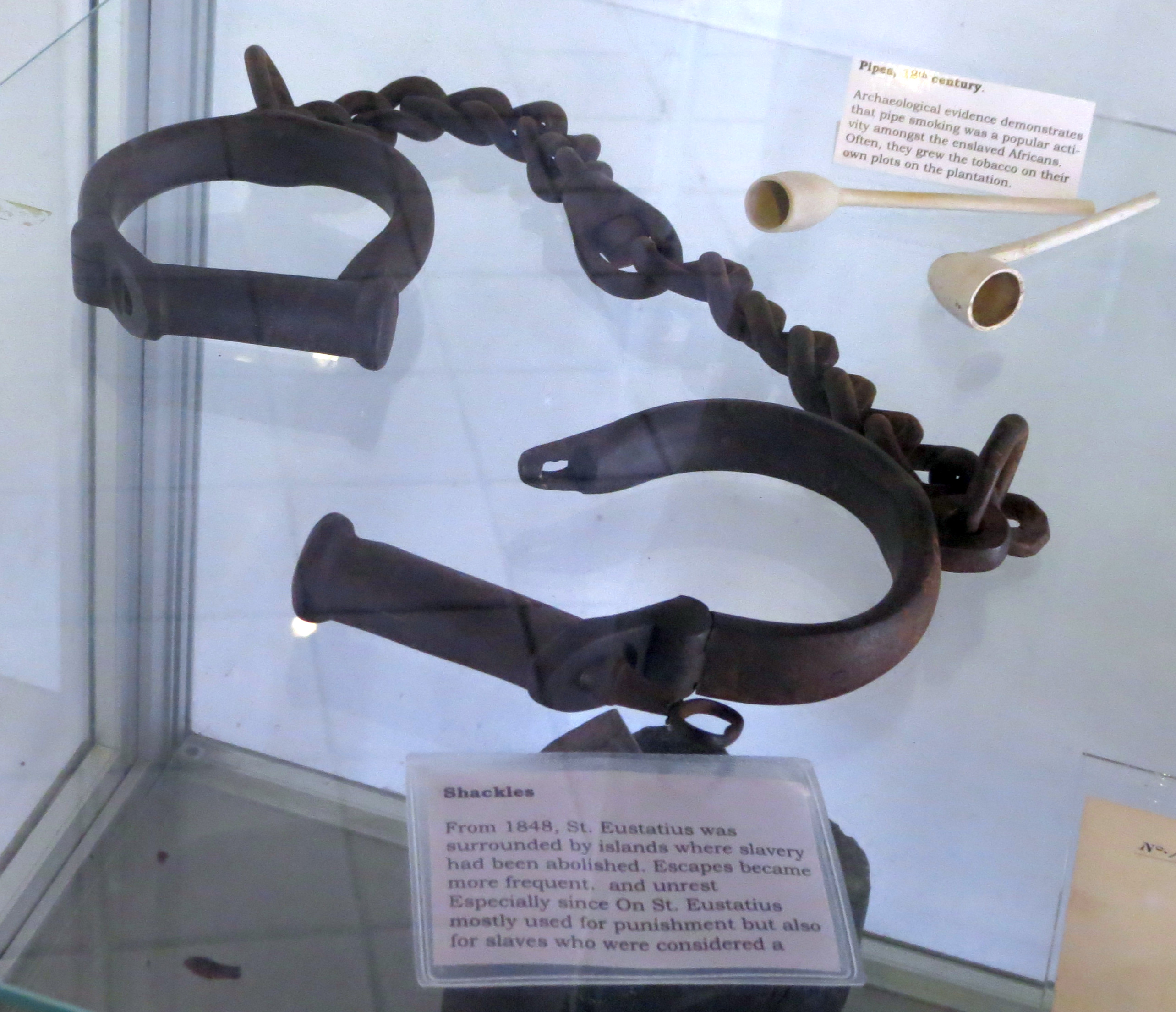
Esposas de esclavos de 1848 que debían impedir que los esclavos de San Eustaquio huyeran a la vecina San Cristóbal

### La revuelta de los esclavos de 1848
Después de 1848, la esclavitud sólo existía en las islas holandesas y danesas del Caribe Oriental, lo que provocó disturbios en las islas colonizadas por los Países Bajos. Como consecuencia, el 6 de junio de 1848 se proclamó en San Martín que los africanos esclavizados serían tratados como personas libres.
En San Eustaquio también se produjeron disturbios. El 12 de junio de 1848, un grupo de africanos libres y esclavizados se reunió frente a la casa del vicegobernador Johannes de Veer para exigir su declaración de libertad, el aumento de las raciones y más horas libres. El gobernador de la isla se dirigió al grupo, pero éste persistió en sus demandas. Se movilizó a la milicia y, tras consultar con el Consejo Colonial y los principales residentes, el Teniente Gobernador decidió atacar. Tras una nueva advertencia para que abandonaran la ciudad o sufrieran las consecuencias, se abrió fuego contra el grupo. Los insurgentes huyeron de la ciudad, dejando dos o tres heridos graves. Desde una colina a las afueras de la ciudad lanzaron piedras y trozos de roca a los milicianos. Un grupo de 35 tiradores asaltó la colina, matando a dos insurgentes e hiriendo a varios. Los seis líderes de la sublevación fueron exiliados de la isla y trasladados a Curazao. Thomas Dupersoy, un africano libre, es considerado el principal líder del levantamiento. Uno de los otros líderes envió un aviso de muerte a su "dueño" en 1851. Tras el levantamiento, los mayores propietarios de plantaciones de San Eustaquio decidieron dar a sus trabajadores esclavizados un determinado salario por temor a que se repitiera la revuelta.

### Abolición de la esclavitud
La esclavitud fue abolida el 1 de julio de 1863; en la vecina colonia británica de San Cristóbal, esto ya había sucedido en 1833, lo que había provocado intentos de fuga exitosos.
Con la revisión de la constitución neerlandesa en 1922, se eliminó el término "colonia" de dicha constitución. Hasta el 23 de abril de 1936 no se produjo la correspondiente revisión de las leyes que ajustaban la estructura constitucional de Surinam y Curazao. Así, el Consejo Colonial fue sustituido por los Estados de Curazao. El parlamento estaba formado por 15 miembros, 10 de los cuales eran elegidos y 5 nombrados por el gobernador. En ese año, Curazao y dependencias también pasó a llamarse Territorio de Curazao (Gebiedsdeel Curaçao.).
Las catástrofes naturales, como el huracán de septiembre de 1928 y el de mayo de 1929, aceleraron el proceso de declive económico de la isla. En 1937 se celebraron las primeras elecciones, en las que sólo pudo participar un ± 5 % de la población debido al derecho de censo y capacidad de voto de los hombres entonces vigente.

### Período posterior a la Segunda Guerra Mundial
La Segunda Guerra Mundial provocó una visión diferente del Reino y del colonialismo tal y como había funcionado hasta 1939. El "Territorio de Curazao" (a partir de 1948 oficialmente "Antillas Neerlandesas") y Surinam eran los únicos trozos de "Países Bajos" no ocupados por la Alemania Nazi en aquel momento. La reina Guillermina anunció más autonomía para las partes de ultramar a través de Radio Oranje ya en 1942. En febrero de 1945, se cambió el nombre del Ministerio de Colonias. Con la revisión de la constitución en 1948, el Territorio de Curazao fue sustituido por Antillas Neerlandesas, tras lo cual todos los miembros de los Estados fueron elegidos por sufragio universal. Mientras tanto, en 1948, también se iniciaron las negociaciones con Surinam y las Antillas Holandesas. La Carta del Reino de los Países Bajos, o Estatuto para abreviar, se completó en 1954. La Reina Juliana proclamó solemnemente este Estatuto en la Ridderzaal el 15 de diciembre de 1954. El punto de partida del Estatuto fue la igualdad de los Países Bajos, Surinam y las Antillas Neerlandesas (no así la Nueva Guinea neerlandesa o Nederlands-Nieuw-Guinea).
En 1978 Venezuela y el Reino de los Países Bajos firmaron un tratado de límites marítimos que definió la extensión de la zona económica exclusiva neerlandesa y venezolana en 2 áreas, la primera entre Aruba, Curazao y Bonaire (Frente al Estado Falcón en Venezuela y a un lado del Archipiélago Los Monjes) y una segunda área que incluye a Saba y San Eustaquio, esta última toma como referencia la Isla de Aves (el punto más norte de Venezuela).
En cuanto a los asuntos locales, las Antillas Neerlandesas recibieron en gran medida su propia administración. Los asuntos conjuntos del Reino se decidían en consulta conjunta. Hasta 1983, San Eustaquio formaba parte del territorio insular de las Islas de Barlovento, que también incluía a Saba y San Martín. En 1983, recibió el estatus de territorio insular autónomo y su propia representación en los Estados de las Antillas Neerlandesas (Staten van de Nederlandse Antillen).

### Disolución de las Antillas Neerlandesas

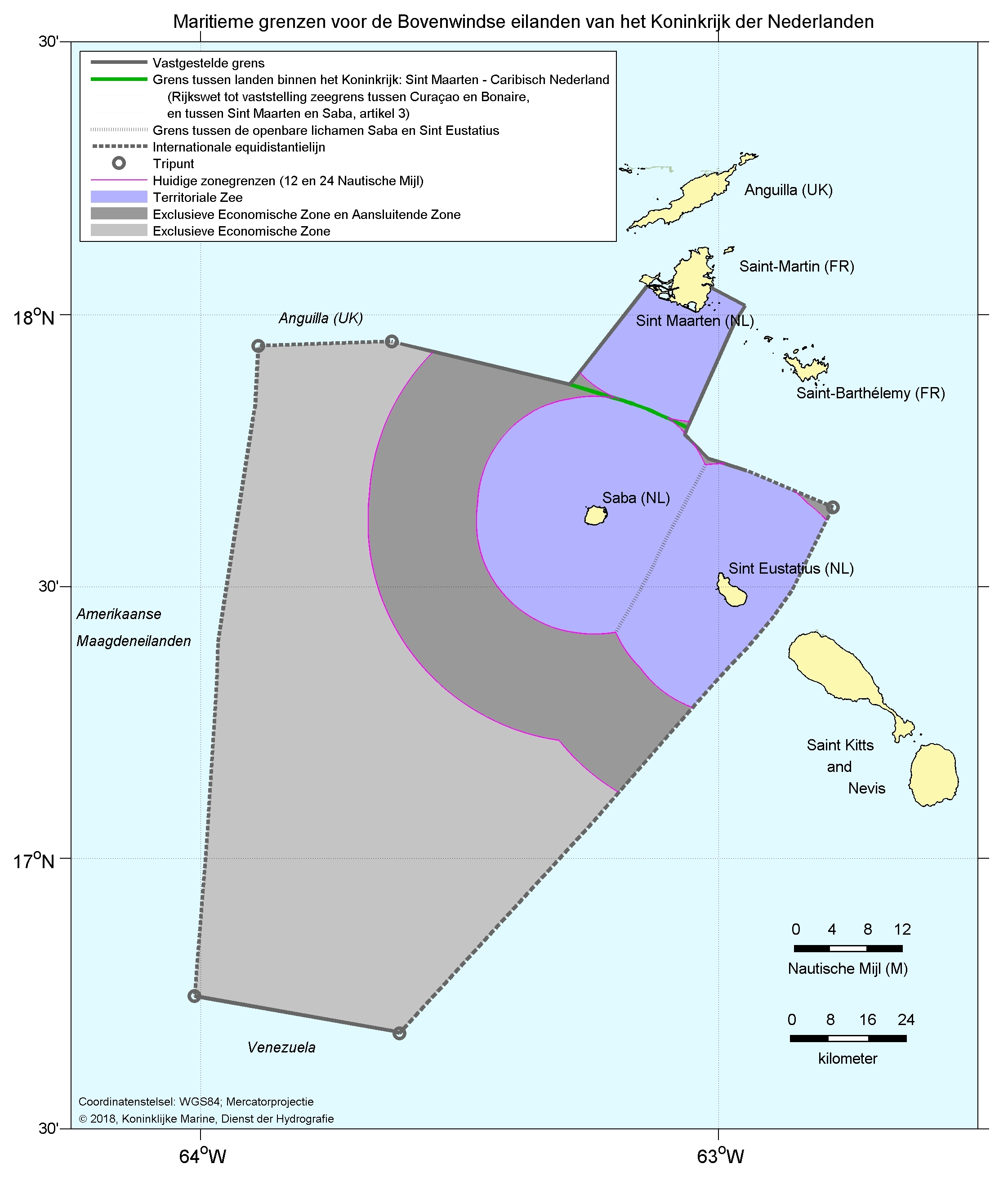
Zona Económica Exclusiva de San Eustaquio como parte de los Países Bajos acordada en parte en 1978 (Tratado de 1978 entre los Países Bajos y Venezuela)

San Eustaquio se convirtió en miembro de las Antillas Neerlandesas cuando se creó esta agrupación en 1954. Entre 2000 y 2005, las islas miembros de las Antillas Neerlandesas votaron sobre su futuro estatus. En un referéndum celebrado el 8 de abril de 2005, el 77 % de los votantes de San Eustaquio votó a favor de permanecer en las Antillas Neerlandesas, frente al 21 % que votó a favor de estrechar lazos con los Países Bajos. Ninguna de las otras islas votó a favor de la permanencia.
Después de que las otras islas decidieran marcharse (Curazao, Bonaire, Saba y San Martín), poniendo fin a las Antillas Neerlandesas, el consejo insular optó por convertirse en un municipio especial de los Países Bajos, como Saba y Bonaire.
El 21 de noviembre de 2008, el Consejo de Ministros del Reino aceptó cinco proyectos de ley para la integración de Bonaire, San Eustaquio y Saba en los Países Bajos. Estas leyes son la Ley sobre los organismos públicos de Bonaire, San Eustaquio y Saba (Wet op de openbare lichamen Bonaire, Sint Eustatius en Saba, abreviado WOLBES), la Ley sobre las relaciones financieras de Bonaire, Saba y Sint Eustatius, la Modificación de la ley electoral con respecto a Bonaire, Saba y Sint Eustatius, la Ley de introducción de los organismos públicos de Bonaire, Saba y Sint Eustatius, y la Ley de adaptación de los organismos públicos de Bonaire, Saba y Sint Eustatius.
El WOLBES define la organización administrativa de los organismos públicos y se inspira en el derecho municipal holandés. La ley de introducción específica que el derecho de las Antillas Neerlandesas seguirá en vigor tras la transición de las tres islas a la política neerlandesa, y define el proceso en el que el derecho neerlandés irá sustituyendo poco a poco al derecho de las Antillas Neerlandesas en las islas. La Ley de Adaptación adapta el derecho de las Antillas Neerlandesas y el derecho neerlandés y entrará en vigor inmediatamente.
La Cámara de Representantes aprobó estas leyes el 9 de marzo de 2010, y el Senado el 11 de mayo.
Este proceso se completó en octubre de 2010. En 2011, la isla adoptó oficialmente el dólar estadounidense como moneda.

## Geografía

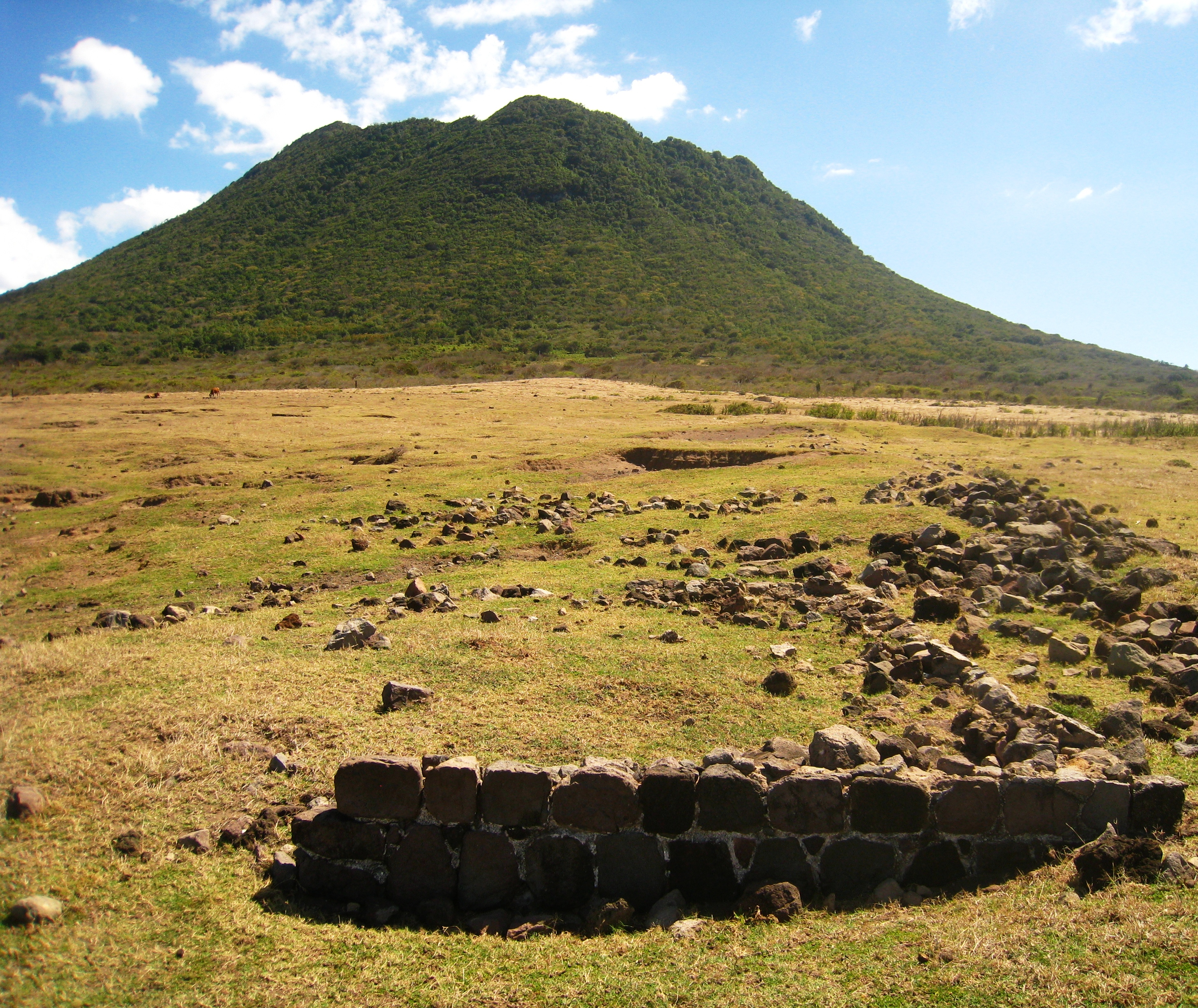
El volcán Quill desde su base, San Eustaquio.

La isla está formada por el monte Mozinga, un volcán de 602 m s. n. m. de altura, que es una atracción turística. Pertenece junto con Saba y San Martín, a las Antillas de Barlovento. Tiene una superficie de 21 km² (2100 hectáreas) y, después de Saba, es la más pequeña de las cinco islas habitadas de las Antillas Neerlandesas. En el noreste existe un grupo de cerros de menor altura ubicados alrededor del monte Boven.
En el lado este la vegetación baja, y en el lado tranquilo del oeste crecen altas palmeras y árboles de pan y espesos bosques de plátanos. En la ladera sur del volcán Quill, prevalecen las condiciones áridas y predominan las plantas xerofíticas. El resto de la isla está cubierta de arbustos y árboles duros y espinosos, muchos de los cuales pierden sus hojas durante la estación seca.
Este territorio forma parte de los países y territorios de ultramar de la Unión Europea.
La bahía principal, Oranje, está en el centro sur de la isla y tiene un fondo arenoso adecuado para el anclaje de grandes barcos. Aunque hay varias bahías más, ninguna se utilizó generalmente como fondeadero de barcos. Los vientos, la poca profundidad y el coral impedían el atraque cercano en la mayoría de los lugares de la costa, aunque las embarcaciones más pequeñas dedicadas al contrabando o al desembarco de tropas invasoras podían varar en varios lugares, lo que obligaba a mantener posiciones defensivas alrededor de la isla.
Aparte de la bahía de Oranje, los lugares en los que era posible el desembarco de pequeñas embarcaciones eran la bahía de Tumble Down Dick, la bahía de Jenkin, la bahía de Concordia, la bahía de Corre Corre y la bahía de Back-Off. Aunque se puede desembarcar, cada uno de estos lugares requiere un viaje por tierra hasta la ciudad y el fuerte principal. Es posible desembarcar en algunas otras zonas, pero la mayoría implican un difícil ascenso por lo escarpado.

### Clima
San Eustaquio está situado en el cinturón de vientos alisios y recibe un promedio de 1125 mm de lluvia anualmente, principalmente entre mayo y noviembre.
- Promedio diario máximo: enero 30 °C, julio 32 °C.
- Temperatura media mínima: enero 22 °C, julio 24 °C
- La isla se encuentra (según la CIA World Factbook) en la zona de huracanes. La temporada de huracanes va de julio a octubre.

### Geología
Con una edad inferior a un millón de años, Sint Eustatius es geológicamente muy joven. La isla debe su formación a la actividad volcánica como resultado de los procesos de subducción en el arco insular de las Antillas Menores. La parte más antigua es la zona de colinas en el noroeste. Está formada por cinco volcanes extintos del Pleistoceno. Mucho más joven es La Pluma en el sureste; se formó hace unos 32 000 años como una nueva isla volcánica, que posteriormente se conectó a la isla más antigua por medio de depósitos piroclásticos. La última erupción se produjo hace unos 1600 años. Los aumentos de temperatura en las aguas subterráneas indican que el volcán sigue activo.

### Fauna
San Eustaquio está en la ruta migratoria de las ballenas jorobadas. La playa de Zeelandia es una zona protegida para las tortugas marinas.
Se han encontrado cuatro especies de murciélagos en la isla, el murciélago de la fruta de Jamaica (Artibeus jamaicensis), Ardops nichollsi, Brachyphylla cavernarum y Molossus molossus. Por lo que se sabe, no existen otros mamíferos autóctonos, ni siquiera fósiles.
La iguana antílope autóctona está amenazada por la iguana verde importada. En 2018, cuatro iguanas antílopes fueron trasladadas al zoológico de Blijdorp para un programa de cría. Otros reptiles son las tortugas marinas ya mencionadas, también hay dos especies de serpientes: la serpiente de hierba de vientre rojo (Alsophis rufiventris) y la serpiente ciega de Sotavento (Antillotyphlops geotomus), hay salamanquesas, lagartos ameiva y anolis. El anolis de San Eustaquio (Anolis bimacutatus) también está presente en San Cristóbal y Nieves.
En la isla anidan el pelícano pardo, la fragata y el ave tropical de pico rojo. Son comunes el reyezuelo gris (Tyrannus dominicensis vorax), el ladrón de azúcar y el colibrí granadero.

### Flora

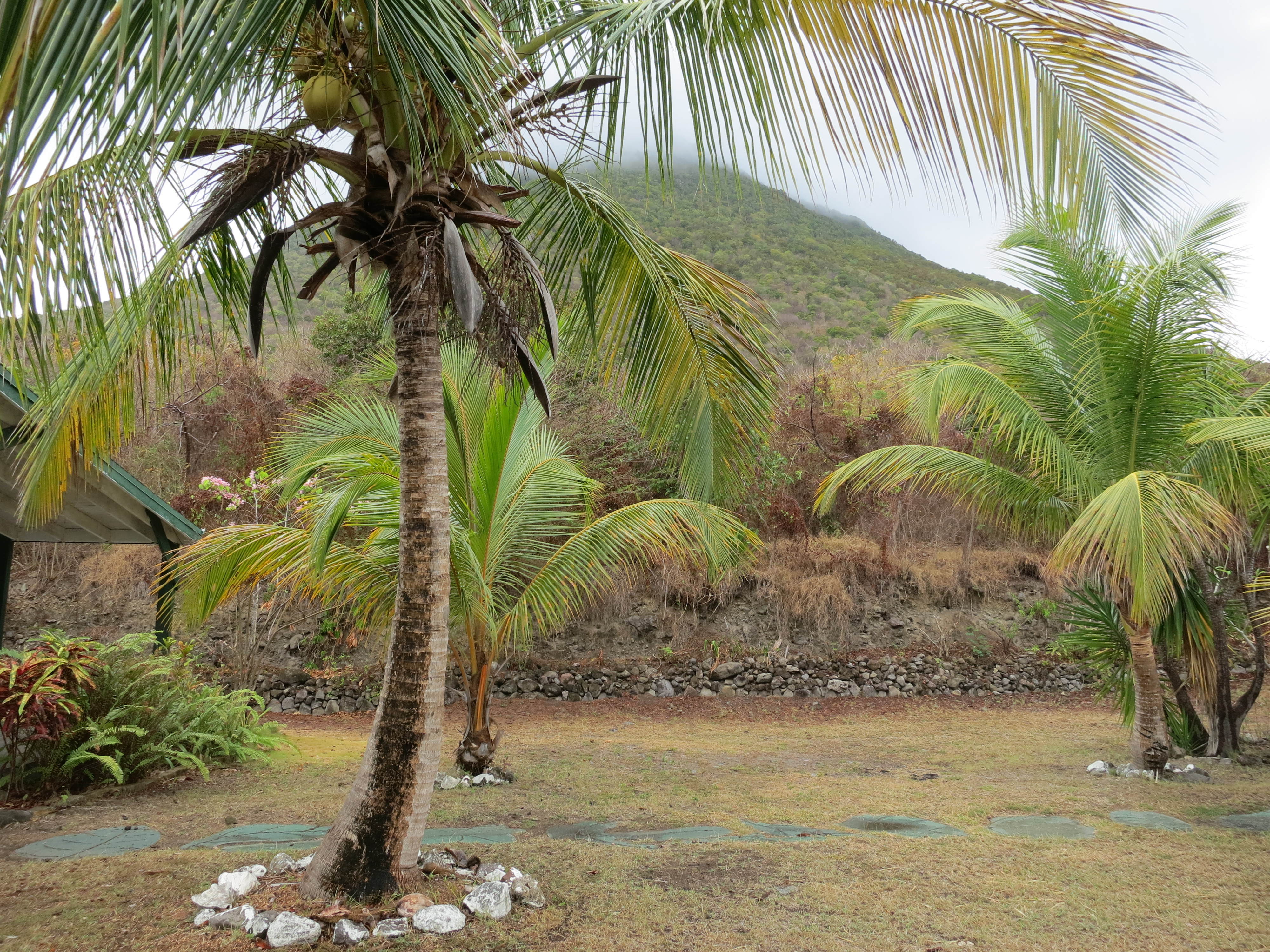
Cocoteros en la isla de San Eustaquio

La familia de los cactus está representada en San Eustaquio por la especie Melocactus intortus. Este cactus es una especie de cactus melón que aparece en las laderas secas de las islas de San Eustaquio, Saba y San Martín. La planta de Statia Morning Glory (Ipomoea sphenophylla Urban), una especie de planta de la familia del viento, es endémica de la isla y muy rara. Durante mucho tiempo se creyó que la planta estaba extinta. En 2014, se le concedió el estatus de flor nacional de San Eustaquio. La coralita (Antigonon leptopus) es una especie invasora (en su día una planta de jardín mexicana importada) de la familia del knotweed que prolifera de forma asilvestrada en la isla y desplaza a las especies autóctonas. En 2013, se descubrió que el algodoncillo de Statia (Gonolobus aloiensis) es una planta endémica de la familia del bígaro que no se da en ningún otro lugar.

### Parques naturales
La isla cuenta con tres parques naturales, en tierra y en el mar. Dos de ellos tienen el estatus de parques nacionales. Están gestionados por la Fundación de Parques Nacionales de San Eustaquio (STENAPA). Estas zonas han sido designadas como áreas importantes para las aves.

#### Parque Nacional Marino de San Eustaquio
El Parque Nacional Marino de San Eustaquio se creó en 1996 y se extiende alrededor de toda la isla desde la línea de pleamar hasta el contorno de 30 m de profundidad. El parque tiene una superficie de 27,5 km² y protege diversos hábitats, como arrecifes de coral prístinos, pecios del siglo XVIII y modernos arrecifes artificiales para fomentar la pesca y el turismo. Dentro del parque hay dos reservas gestionadas activamente en las que no se permite pescar ni fondear con el objetivo de conservar la biodiversidad marina, proteger las poblaciones de peces y promover el turismo sostenible. Además del mantenimiento regular de los fondeos (buceo, snorkel y caza), las patrullas y la investigación, el Parque Marino colabora estrechamente con tres centros de buceo locales para garantizar que las prácticas de buceo no tengan un impacto excesivo en el arrecife. Está repleto de caballitos de mar, rayas, tiburones y tortugas marinas.

#### Parque Nacional de Quill Boven
El Parque Nacional de Quill - Boven se creó en 1997, tiene más de 5 km² y consta de dos partes: el Quill, el propio volcán inactivo, y Boven. En conjunto, representan alrededor del 26% de la superficie de la isla. Su territorio está cubierta de selva tropical. Boven es una zona montañosa similar a la sabana.
El Jardín Botánico Miriam C. Schmidt se creó en 1998. El jardín es adyacente al Parque Nacional de Quill y se extiende por la ladera sur del Quill.

## Demografía
En enero de 2019 había 3138 habitantes, con una densidad de población de 150 habitantes/km² para ese año. San Eustaquio registró 3139 habitantes para el 1 de enero de 2020. En 2020, casi el 80% de la población tenía la nacionalidad neerlandesa. Más del 16% tenía la nacionalidad estadounidense y casi el 6% tenía la nacionalidad de la República Dominicana.
La isla tenía una población de 1600 habitantes en 1665 y se calcula que 10 000 durante su mayor auge en la década de 1790. Sin embargo, tras la ocupación francesa y el aislamiento de la isla por parte de los ingleses a principios del siglo XIX, la población disminuyó considerablemente: en 1786 se registran 7600 habitantes (3000 blancos, 600 de color y 4000 esclavos) y en 1817, un total de 2591, de los cuales "blancos 507, libres de color 336, esclavos 1748". En 1850 la población era de 1932, en 1890 de 1588 y en 1914 de 1437.
En San Eustaquio, además de la capital, Oranjestad, hay varios núcleos, como Concordia, Golden Rock, Bay Brow (cerca del único aeropuerto, el F.D. Roosevelt), Princess, Lodi, Jeems, Cherry Tree y The Farm.

### Religión

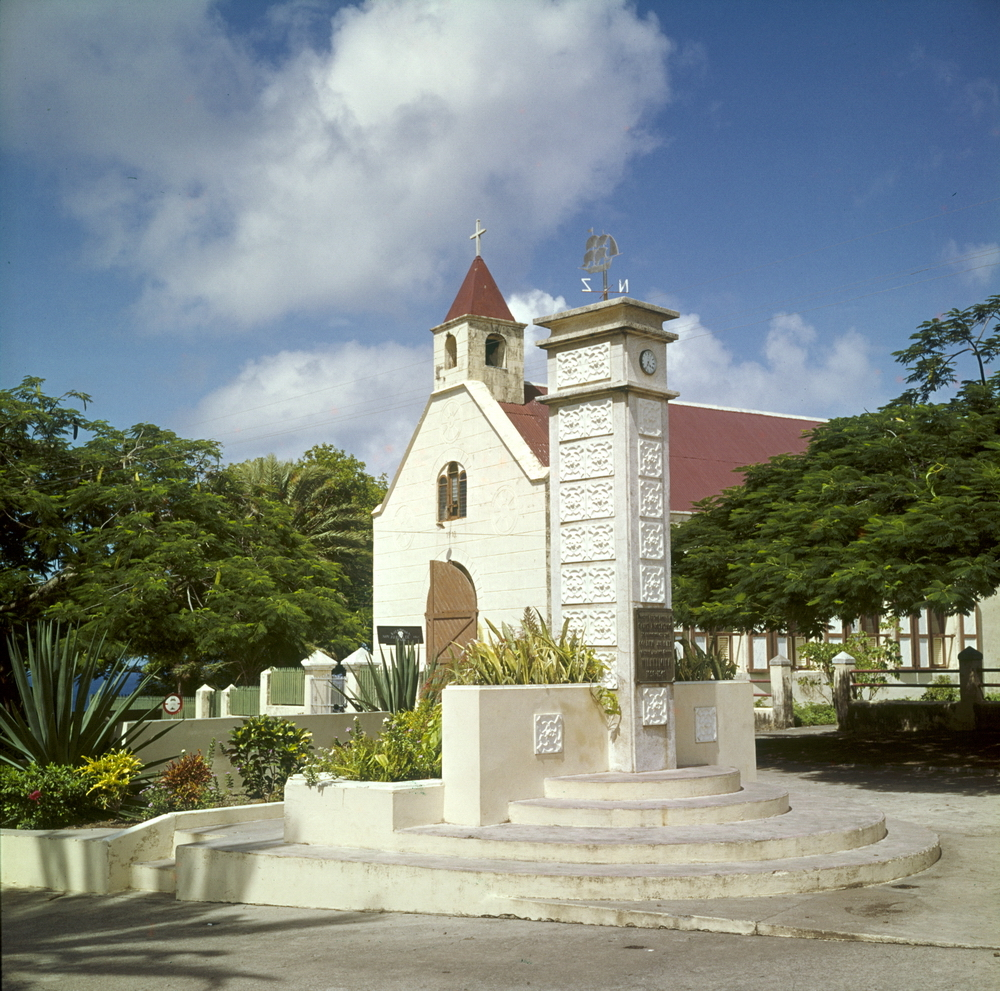
Iglesia católica de San Eustaquio (Sint Eustatius Kerk) en Oranjestad, San Eustaquio

San Eustaquio es un territorio de mayoría cristiana. Las ramas más seguidas son el metodismo (28,6 %), el catolicismo (23,7 %), el adventismo (17,8 %), el pentecostalismo (7,2 %) y el anglicanismo (2,6 %).

### Lenguas
Los idiomas oficiales son el neerlandés y el inglés, el papiamento no tiene mayoría en la isla a diferencia de lo que ocurre en Curazao, Aruba y Bonaire, el español es hablado por una considerable minoría sobre todo proveniente de otros países del Caribe como República Dominicana. Más del 52% de la población habla más de una lengua.
Las lenguas más habladas para 2020 son el inglés (92,7%), el neerlandés (36%), el español (33,8%) y el papiamento (20,8%). El idioma principal es el inglés para el 80,3% de la población.
| Idioma                | Papiamento | Inglés | Neerlandés | Español | Otros |
| --------------------- | ---------- | ------ | ---------- | ------- | ----- |
| San Eustaquio         | 20,8 %     | 92,7%  | 36%        | 33,8%   | -     |
| Antillas Neerlandesas | 65         | 16     | 7          | 6       | 5     |

### Educación
La política del gobierno neerlandés con respecto a San Eustaquio y otras islas es permitir la educación en inglés. San Eustaquio tiene una educación bilingüe inglés-neerlandés. Pero también se enseña español en las escuelas.
La Escuela Gwendoline van Putten (GVP) es un centro de enseñanza secundaria en la isla.
Otras escuelas son: la Escuela Golden Rock, Escuela Gov. de Graaff, la Escuela Metodista (Methodist School), y la Escuela SDA.
La oferta educativa incluye educación primaria, secundaria y formación profesional. Se ofrecen becas, préstamos y ayudas para seguir estudiando en los Países Bajos, Estados Unidos, Canadá, América Latina y el Caribe. La educación en las Antillas Neerlandesas se basa en el principio principio de que cada niño, independientemente de su fe religiosa, raza o estatus social, tiene que tener la oportunidad de desarrollarse completamente. Principalmente se espera que el objetivo sea esforzarse por formar al niño para que sea un miembro aceptable de la sociedad, de acuerdo con sus capacidades individuales y habilidades naturales. capacidades individuales y habilidades naturales. San Eustaquio está organizado de la misma manera que el sistema holandés.

### Población judía

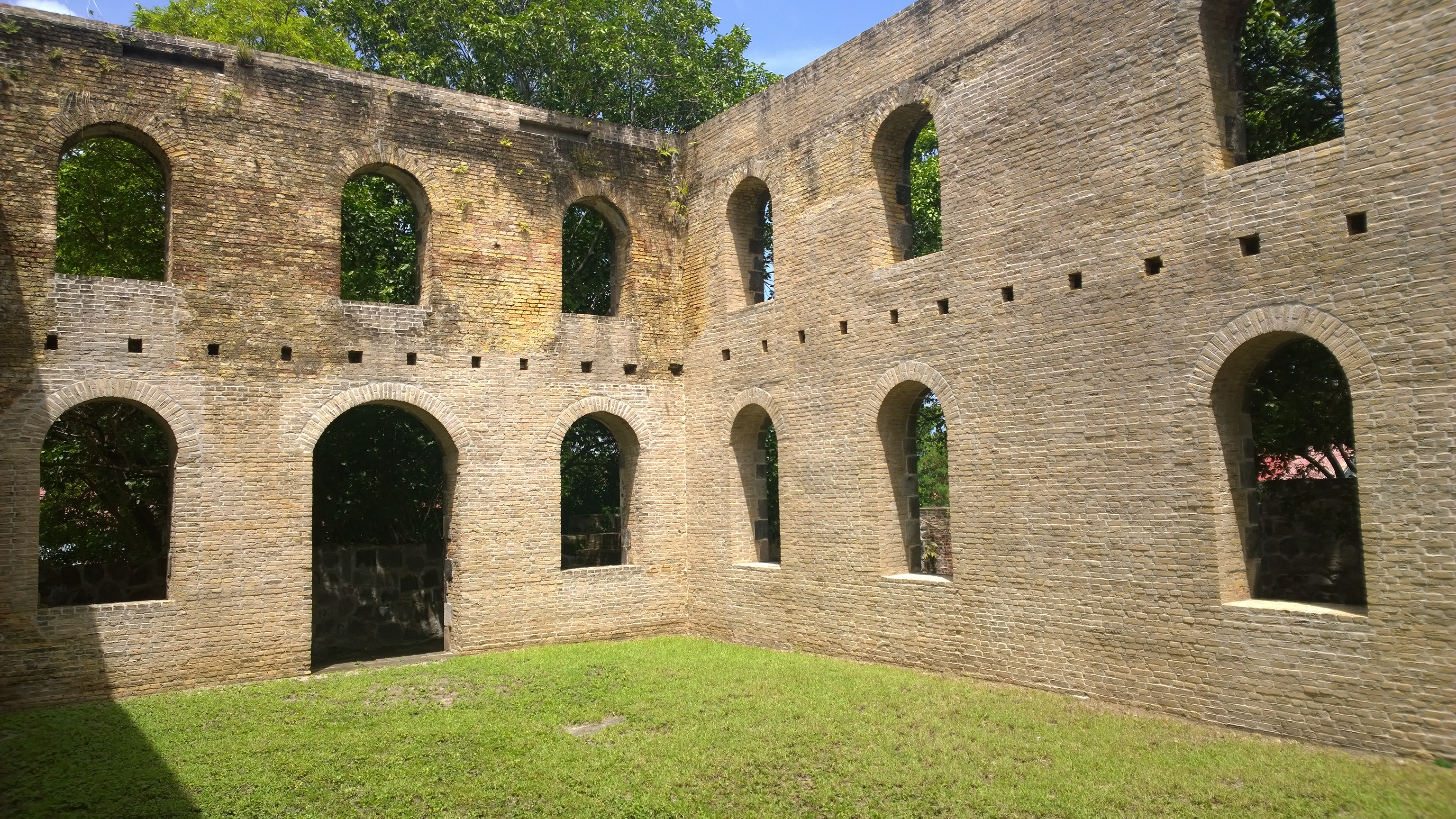
La Sinagoga de San Eustaquio data de 1737

El primer registro de judíos en San Eustaquio data de 1660. Los judíos eran principalmente comerciantes con importantes vínculos comerciales internacionales y marítimos. Los judíos eran capitanes, propietarios o copropietarios con socios cristianos, de un número importante de barcos procedentes de San Eustaquio. Algunos eran propietarios de plantaciones en la isla. Se estima que los judíos constituían al menos el 10% de la población permanente de San Eustaquio.
Diez días después de la rendición de la isla a los británicos, el 3 de febrero de 1781, Rodney ordenó que toda la población masculina adulta judía se reuniera con él. Fueron reunidos y treinta y un cabezas de familia fueron deportados sumariamente a San Cristóbal sin mediar palabra ni piedad con sus dependientes. La elección de expulsar a los judíos a San Cristóbal fue significativa. La cercana isla británica de Nieves tenía una gran población judía y una comunidad establecida capaz de ayudar a los refugiados. San Cristóbal no tenía ninguna comunidad o población judía. Los otros setenta y uno fueron encerrados en la casa de pesaje de Lower Town, donde fueron retenidos durante tres días.
El 23 de febrero se expulsó a los estadounidenses, el 24 de febrero a los comerciantes de Ámsterdam y el 5 de marzo a otros ciudadanos holandeses y franceses. Las tripulaciones de los barcos holandeses que Rodney tomó fueron enviadas a San Cristóbal para ser encarceladas, tras despojarlas primero de todas sus pertenencias. Debido a los malos tratos recibidos, muchos perecieron. Los judíos fueron bien recibidos en San Cristóbal, donde muchos los conocían como sus respetados socios comerciales. Se les apoyó en su protesta contra la deportación y ésta tuvo éxito. Se les permitió regresar a San Eustaquio después de unas semanas para observar cómo se vendían todas sus propiedades a pequeñas fracciones del valor original después de haber sido confiscadas por Rodney.
El resentimiento que sentían los británicos por la población de esta isla que ayudó a los estadounidenses a derrotarlos se tradujo en un duro trato a los habitantes. Hubo numerosas quejas sobre "individuos de ambos sexos que fueron detenidos en las calles y cacheados de la manera más escandalosa" Pieter Runnels, un octogenario miembro del consejo de la isla y capitán de la guardia cívica, no sobrevivió al duro trato que recibió a bordo del barco de Rodney. Él, miembro de una de las familias más antiguas de la isla, se convirtió en la única víctima civil de la ocupación británica. Los soldados británicos impidieron que la familia y otras personas que presentaban sus últimos respetos en su funeral utilizaran el agua de la propia cisterna de la familia.
Los soldados británicos abrieron la tumba del exgobernador Jan de Windt, robaron todos los adornos de plata de los ataúdes y expusieron los cuerpos del gobernador y su esposa, sin que ninguno de los oficiales de Rodney se interpusiera.
Rodney señaló a los judíos: la dureza se reservó sólo para ellos. No hizo lo mismo con los franceses, holandeses, españoles o incluso con los comerciantes estadounidenses de la isla. Permitió que los franceses se marcharan con todas sus posesiones. A Rodney le preocupaba que su comportamiento sin precedentes se repitiera en las islas británicas por parte de las fuerzas francesas cuando los acontecimientos fueran diferentes. Sin embargo, el gobernador De Graaff también fue deportado.
Como hizo con todos los demás almacenes, Rodney confiscó los almacenes judíos, saqueó las posesiones personales de los judíos, incluso cortando el forro de sus ropas para encontrar dinero escondido allí. Cuando Rodney se dio cuenta de que los judíos podían esconder más tesoros, profano el cementerio judío.
Desde aproximadamente 1815, cuando ya no había una comunidad judía viable que utilizara y mantuviera la sinagoga de San Eustaquio, ésta fue cayendo poco a poco en la ruina.
El edificio de la sinagoga, conocido como Honen Dalim, (El que es caritativo con los pobres) fue construido en 1737. El permiso para la construcción de la sinagoga provino de la Compañía Holandesa de las Indias Occidentales, y la financiación adicional provino de la comunidad judía de Curazao. El permiso estaba condicionado al hecho de que la casa de culto judía se ubicara en un lugar donde "el ejercicio de sus deberes religiosos (judíos) no molestara a los de los gentiles". El edificio está situado en un pequeño camino llamado Pasaje de la Sinagoga, alejado de la calle principal. La sinagoga atestigua la riqueza de los judíos de San Eustaquio y su influencia en la isla.
En 2001, se restauraron sus muros como parte del Proyecto de Restauración del Núcleo Histórico, aunque no se conocen imágenes que muestren el aspecto de la sinagoga cuando aún estaba en uso, por lo que la investigación arqueológica está tratando de restaurar la estructura a la mejor estimación de su estado anterior. El recinto incluye un baño ritual judío (mikve) y un horno utilizado en la festividad de Pésaj.
Un cementerio judío restaurado y respetuosamente mantenido se encuentra junto al Cementerio de la Iglesia Vieja, en la parte superior de Oranjestad, Sint Eustatius.

## Economía
Su economía está basada en el turismo. El sector gubernamental es el mayor empleador. Según la página oficial de San Eustaquio, la tasa de desempleo es muy baja, aunque no indica una cifra oficial. En un reciente acuerdo con los Estados Unidos, las organizaciones estadounidenses que lleven a cabo convenciones en la isla podrán deducir de los impuestos los gastos en que hayan incurrido en la pequeña isla.
El mayor empleador privado es «Statia Terminals», una terminal petrolera estadounidense, de la empresa «NuStar».

### Almacenamiento y transbordo de productos petroquímicos
La terminal petrolera (una instalación de descarga y almacenamiento de petróleo) de la empresa estadounidense Prostar Capital es el principal pilar económico de San Eustaquio y se utiliza para almacenar petróleo y/o productos petroquímicos. Desde los depósitos de petróleo, estos productos suelen transportarse a los petroleros para que los utilicen los usuarios finales u otras instalaciones de almacenamiento. Los depósitos de petróleo se encuentran en la superficie y cuentan con numerosos portales a los oleoductos para canalizar los productos petrolíferos. La terminal tiene 60 tanques con una capacidad total de almacenamiento de 14 millones de barriles de petróleo. PDVSA tiene arrendado el terminal de Statia operado por NuStar Energy. La estatal venezolana ahora paga en torno a 2,3 millones de dólares por mes para arrendar almacenes con una capacidad de depósito de 5 millones de barriles de crudo. También posee seis muelles de aguas profundas e instalaciones para mezcla y despacho y trasbordo. En junio de 2020, la empresa de energía y recursos Vitol firmó un acuerdo con Prostar para operar la terminal en la isla.

### Turismo
El ecoturismo, especialmente el turismo de buceo, es la fuente principal de divisas para la pequeña isla. Sus playas vírgenes y sus montañas ofrecen al turista una belleza singular.
Durante los años 1980 era muy fácil obtener una licencia de conducción en San Eustaquio, que en los Países Bajos podía ser intercambiada por un permiso de conducción neerlandés, pero esto finalizó en 1993.
San Eustaquio cuenta con varios hoteles y una pequeña pista de aterrizaje, el aeropuerto F. D. Roosevelt, inaugurado en 1946 como aeropuerto Golden Rock.
El turismo es considerado actualmente el segundo pilar económico, San Eustaquio cuenta con varios hoteles pero las instalaciones de despegue y aterrizaje están limitadas a los aviones pequeños. Actualmente, dos compañías aéreas prestan servicio en la isla: Winair y Trans Anguilla Airways. El puerto no es apto para grandes cruceros, por lo que no pueden llegar grandes flujos de turistas a la isla.
San Eustaquio no tiene grandes playas de arena blanca, pero hay playas más pequeñas como la playa de Oranje, la playa del Castillo de Crooks, la playa de Lynch y la playa de Zeelandia. La Casa de Simon Doncker en Oranjestad alberga el museo histórico. La plantación Lynch alberga un museo decorado como una casa de plantación de hace un siglo. También hay un planetario en el recinto, y el museo se encuentra en la ciudad.

### Energía y Agua
Statia Utility Company N.V. suministra electricidad a la isla. También suministra agua potable en camiones cisterna y en parte de la isla a través de una red de abastecimiento de agua. El suministro de electricidad es cada vez más sostenible. Hasta 2016, la electricidad se obtenía únicamente con generadores diésel. En marzo de 2016 se puso en marcha un campo solar fotovoltaico de 1,89 MWp que proporciona el 23% de toda la demanda de electricidad. En noviembre de 2017 se amplió con otros 2,26 MWp, con un total de 13 310 paneles solares, lo que supone una capacidad de 4,15 MWp. La planta solar está acoplada a una batería de iones de litio de 2,6 MW / 5,9 MWh que suaviza las fluctuaciones de los picos y almacena el exceso de producción de energía del día y lo suministra por la noche. En un día soleado, los generadores diésel pueden estar apagados desde las 9 de la mañana hasta las 8 de la tarde. Anualmente, toda la planta puede suministrar el 46% de la electricidad de la isla como energía solar renovable.

## Transporte

### Puerto
El puerto de San Eustaquio está situado en la isla caribeña holandesa de San Eustaquio y consta de dos partes: un gran puerto petrolero internacional en la bahía de Tumble-Down-Dick y un pequeño puerto deportivo anexo de carga en la bahía de Gallows.
El puerto petrolero recibe miles de barcos al año debido a la presencia de la terminal petrolera NuStar en la isla. La empresa estadounidense NuStar Energy tiene 56 tanques de almacenamiento en la isla con una capacidad total de 13 millones de barriles de petróleo (más de 2 millones de m³). La terminal ofrece posibilidades de almacenamiento y transbordo de crudo y productos petrolíferos. Las instalaciones de carga y descarga están situadas en la bahía de Tumble-Down-Dick y son aptas para los mayores petroleros del mundo (hasta un máximo de 520 000 DWT) y están disponibles las 24 horas del día. Además del muelle, los barcos pueden atracar en dos instalaciones flotantes que están conectadas a la terminal petrolera por un oleoducto. Se ha reservado un fondeadero en la rada frente a Orange Bay para los barcos de gran calado.
El pequeño puerto de la bahía de Gallows recibe varios tipos de buques de carga, incluidos los de carga rodada y los de contenedores. Además de los buques de carga, el puerto también recibe varios barcos de pasajeros, como yates, veleros y pequeños cruceros que pueden atracar en el muelle. Los yates también pueden amarrar en las boyas de la bahía de Oranje. Los buques de la Armada de los Países Bajos también hacen escala regularmente en el puerto de San Eustaquio. Aproximadamente una vez cada seis semanas, un barco de la Marina Real Neerlandesa hace escala en el puerto de San Eustaquio. Además, el puerto recibe regularmente un cúter de los guardacostas.
En términos de almacenamiento y transbordo, el puerto petrolero de San Eustaquio es uno de los mayores del Caribe y también de los Países Bajos. Una gran parte de la isla depende (indirectamente) de las actividades del puerto y de la terminal petrolera. Hay planes para privatizar la Unidad Portuaria del Ente Público de San Eustaquio. También hay planes para desplazar las actividades de transporte de mercancías más en dirección a la terminal petrolera. Se desarrollaría un puerto deportivo en el espacio vacante de la bahía de Gallows.
La Unidad Portuaria de San Eustaquio arrienda sitios en la zona portuaria y es responsable de la manipulación eficiente y segura del tráfico marítimo. También se ocupa de los muelles y otras instalaciones para los usuarios de la zona portuaria. Los ingresos más importantes para la unidad son las tasas portuarias.
La Aduana holandesa, que forma parte de la Administración de Impuestos y Aduanas del Ministerio de Hacienda, controla la importación y exportación de mercancías.
La Inspección del Transporte Marítimo, que forma parte de la Inspección de Medio Ambiente y Transporte (ILT) del Ministerio de Infraestructuras y Medio Ambiente, vigila y fomenta el cumplimiento de las leyes y reglamentos para la seguridad del transporte marítimo.
La Real Policía Militar de los Países Bajos (Koninklijke Marechaussee - KMar) realiza el control fronterizo y se ocupa de la admisión de extranjeros en el territorio holandés.
El Servicio de Guardacostas del Caribe (KWCARIB) se ocupa de los residuos flotantes, los vertidos ilegales, la detección y el control de la pesca (ilegal), el transporte de drogas y armas, la prevención del terrorismo y la realización de operaciones de rescate.

## Política y Gobierno

### Disolución del Consejo insular por el Gobierno neerlandés
El 2 de febrero de 2018, el secretario de Estado de Interior y Relaciones del Reino, Raymond Knops, presentó un proyecto de ley destinado a disolver el consejo insular y suspender al gobernador insular en funciones y a los diputados, la ''De Tijdelijke wet taakverwaarlozing Sint Eustatius'' (la ley temporal sobre la mala gestión de San Eustaquio), tras una investigación realizada por una "comisión de expertos" dirigida por Jan Franssen. La comisión estableció que la administración de la isla se caracterizó por el abuso de poder, la mala gestión financiera y la discriminación. Entre otras cosas, el proyecto de ley permite el nombramiento de un comisario del gobierno. El proyecto de ley fue debatido por ambas cámaras de los Estados Generales el 6 de febrero de 2018 y fue aprobado por unanimidad, y se proyecto su aprobación pára finales de 2018.
En virtud del proyecto de ley, se disolvió el Consejo Insular, se relevó a los diputados insulares de sus funciones y se concedió la dimisión automática al gobernador insular Julian Woodley. En su lugar, Marcolino Franco y Mervyn Stegers fueron nombrados comisario y subcomisario del gobierno, respectivamente, para restablecer el orden en la isla. En el camino hacia la normalización de las relaciones administrativas, se anunciaron elecciones para un nuevo Consejo Insular en septiembre de 2019, un año y medio después de la intervención. El nuevo Consejo Insular funcionó temporalmente bajo la tutela del Comisario del Gobierno y sólo con una función de control mediante el derecho a formular preguntas, el derecho de interpelación y la posibilidad de presentar mociones. A partir del 15 de febrero de 2020, Marnix van Rij y Alida Francis fueron nombrados nuevo comisario del gobierno y comisario adjunto del gobierno. En las elecciones del 21 de octubre de 2020, resultaron ganadores el mismo partido y las mismas personas que habían estado implicadas en la mala gestión administrativa antes de 2018.

## Deporte
Los deportes más populares en San Eustaquio son el fútbol, el fútbol sala, el sóftbol, el baloncesto, la natación y el voleibol. Debido a la escasa población, hay pocas asociaciones deportivas. Una de ellas, la Asociación de Voleibol de San Eustaquio, es miembro de la ECVA y la NORCECA. Actualmente, San Eustaquio es miembro activo de la zona caribeña de las ligas de infantiles de Béisbol y Softbol.
La selección nacional de fútbol de San Eustaquio representa a esta isla caribeña desde hace un par de décadas. No es miembro de la Unión de Fútbol del Caribe, de la CONCACAF ni de la FIFA, por lo que no puede competir en torneos sancionados por estas organizaciones.
Anteriormente, San Eustaquio estaba representado en el fútbol internacional por la selección nacional de fútbol de las Antillas Neerlandesas hasta que el país autónomo se disolvió el 10 de octubre de 2010 y San Eustaquio se convirtió en un municipio especial separado. Desde 2004, San Eustaquio ha disputado al menos nueve amistosos internacionales contra la isla vecina de Saba en una serie de partidos interinsulares.

## Cultura

### Arquitectura
La isla posee un arquitectura que mezcla elementos Europeos principalmente reflejando la influencia de los Países Bajos, España, Francia y el Reino Unido.

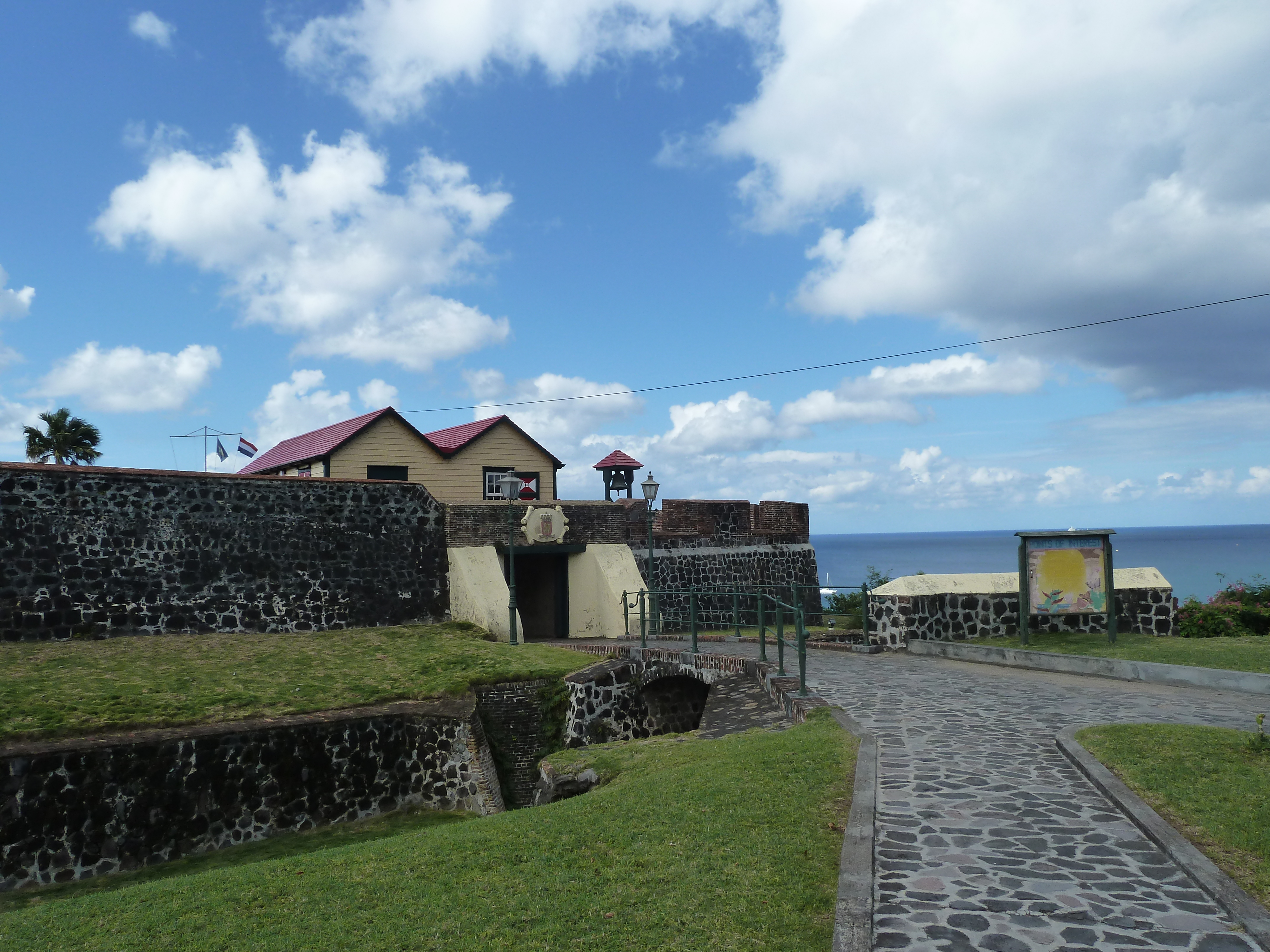
Fuerte Oranje en San Eustaquio

Destacan sus fuertes como Oranje. Se dice que los franceses de la vecina isla de San Cristóbal construyeron un fuerte en San Eustaquio en 1629. Se abandonó al cabo de unos años. En 1636, unos zelandeses con una comisión de la Compañía Holandesa de las Indias Occidentales tomaron posesión de la isla, entonces desocupada. Los holandeses construyeron el actual Fuerte Oranje en el mismo lugar donde se encontraba el fuerte francés.
El fuerte, al igual que la isla, cayó varias veces en manos de Francia e Inglaterra.
Fue desde este fuerte que el 16 de noviembre de 1776 se disparó la famosa Primera Salva a buque de Guerra de Estados Unidos. El gobernador holandés Johannes de Graaff hizo que los cañones del fuerte dispararan una salva a la nueva bandera de los Estados Unidos, que representaba a las 13 colonias norteamericanas rebeldes que acababan de declarar su independencia de Gran Bretaña.
El Fuerte de Windt o Batería de Windt está situado en el extremo sur de San Eustaquio, a unos 5 km al sur de Oranjestad. Fue construido en 1756 por Jan de Windt para vigilar el mar hacia San Cristóbal.
El Fuerte de Windt es un atrincheramiento abierto triangular de unos 15 metros de longitud, abierto por la parte trasera. Jan de Windt se convirtió en comandante de San Eustaquio en 1752. Para proteger el puerto de Oranjestad, se construyeron 16 fuertes en la isla, Fort de Windt, fue construido en 1756, y lleva el nombre de su comandante. El fuerte nunca se utilizó, y fue abandonado en 1815. En 1981, fue restaurado. Hay dos cañones antiguos en el fuerte.

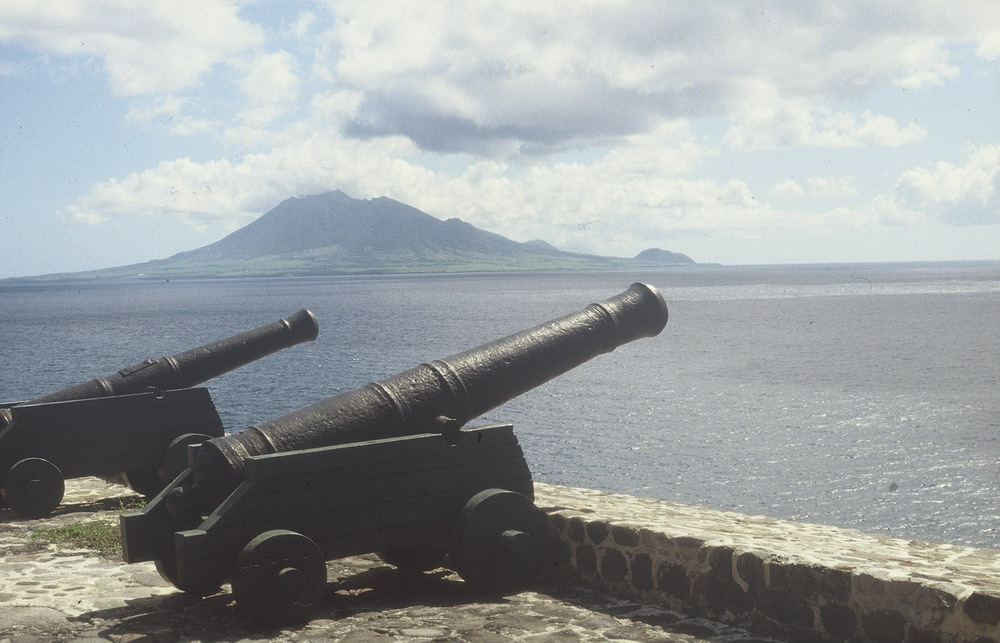
El fuerte de Windt que data de 1756

El Waterfort o Fuerte de Ámsterdam es un fuerte situado en la costa suroeste de San Eustaquio del que sólo quedan ruinas. Es uno de los dieciséis fuertes conocidos de San Eustaquio y está amenazado por las corrientes marinas y el oleaje.
El fuerte contaba con una casa de esclavos de dos pisos construida por el comandante Johannes Lindesay entre 1724-1726 y que sirvió como tal hasta aproximadamente 1740. La casa de los esclavos albergaba a unas 450 personas. Las mujeres y los niños se alojaban en el segundo piso.
El fuerte protegía la entrada a la Bahía de Oranje de San Eustaquio, donde los barcos traían las mercancías para los almacenes de la ciudad baja.

### Arqueología
Debido a su turbulenta historia, San Eustaquio es rico en yacimientos arqueológicos. Se ha dicho que la isla tiene la mayor concentración de yacimientos arqueológicos de cualquier zona de tamaño comparable. En la década de 1920, J.P.B. Josselin de Jong realizó investigaciones arqueológicas en los yacimientos saladoides de la isla y, en la década de 1980, el arqueólogo Aad Versteeg, de la Universidad de Leiden, realizó muchas investigaciones. Alrededor de 1981, bajo la dirección del arqueólogo Norman F. Barka, el College of William & Mary de Williamsburg, en Estados Unidos, también inició la investigación arqueológica en San Eustaquio. Los sitios arqueológicos documentados incluyen sitios prehistóricos, plantaciones, sitios militares, sitios de comercio (incluyendo naufragios), así como sitios urbanos (iglesias, edificios gubernamentales, cementerios, casas). Desde 2004, la fundación Centro de Investigación Arqueológica de San Eustaquio (SECAR) lleva a cabo investigaciones arqueológicas en la isla.

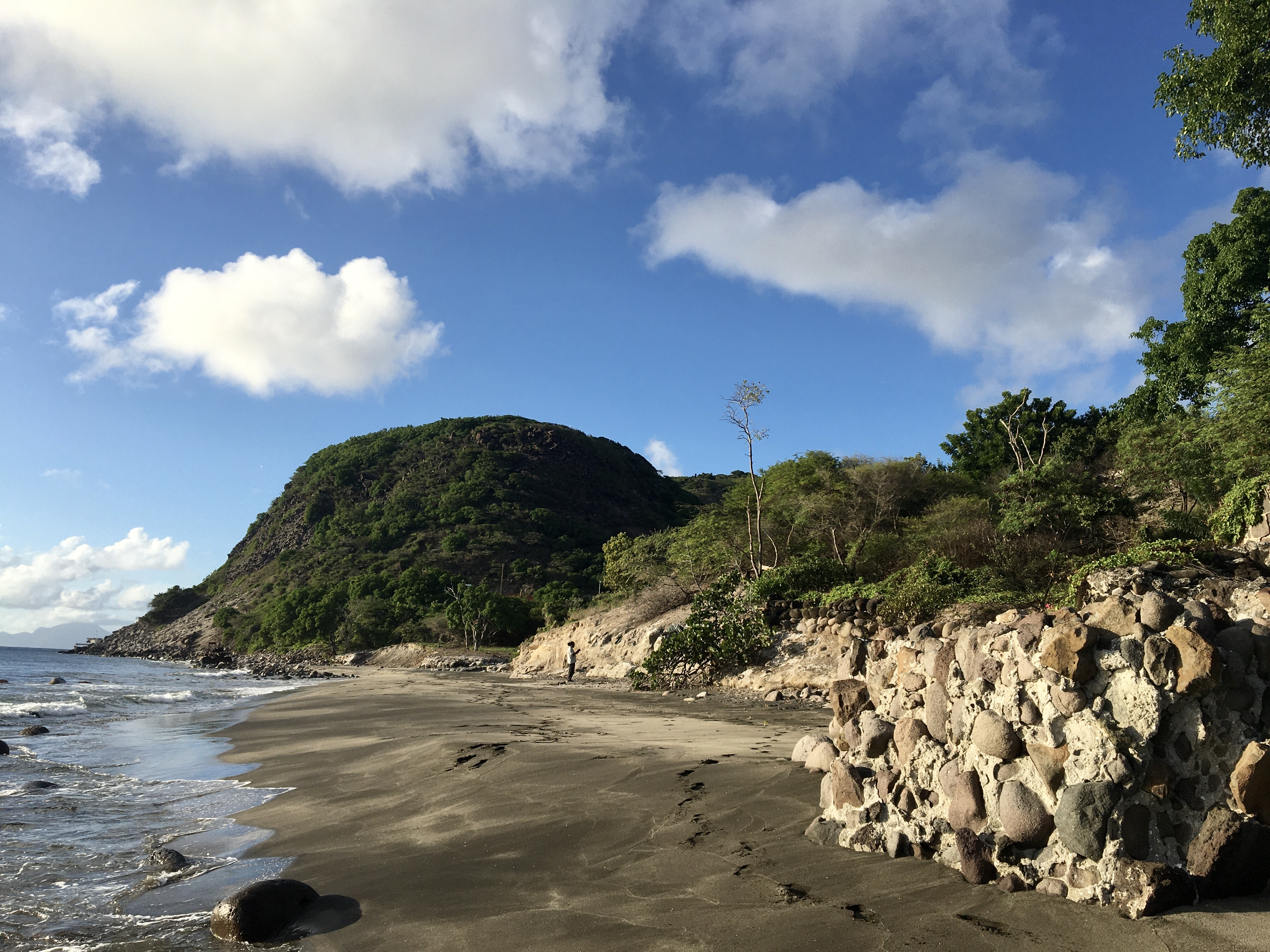
Ruinas de Waterfort

En junio de 2021, la SECAR se involucró en las protestas contra las excavaciones en un cementerio de esclavos del siglo XVIII en la isla. El Frente Conectado Ubuntu y otros habitantes locales preocupados denunciaron, mediante una petición y cartas al gobierno, la falta de participación de los habitantes en el proceso de excavación. La mayoría de la población de San Eustaquio desciende de esclavos africanos. La participación del patrimonio, es decir, la implicación de la comunidad cuyos antepasados o patrimonio cultural se está excavando, es una buena práctica en la arqueología contemporánea. Además, las excavaciones arqueológicas en San Eustaquio se rigen por la Ley de Monumentos del BES y no por la Ley de Patrimonio neerlandesa. El Comité Permanente de Relaciones con el Reino planteó preguntas sobre el asunto al Secretario de Estado Raymond Knops. Una Comisión de Patrimonio e Investigación de Statia (SHRC), creada por el gobierno de San Eustaquio, está investigando las acusaciones de los grupos de protesta y se espera que presente recomendaciones.
A principios de 2014, se descubrió una plataforma de piedra con argamasa que se desprendía del acantilado que domina la bahía de Kay, en San Eustaquio. En una inspección posterior se encontró un cañón que ayudó a identificar el lugar como la Batería Nassau. San Eustaquio fue una explotación comercial estratégica de la Compañía Holandesa de las Indias Occidentales en los siglos XVII y, sobre todo, XVIII. En 2014 y 2015, el Centro de Investigación Arqueológica de San Eustaquio (SECAR) se encargó de evaluar la importancia cultural del lugar y de realizar una investigación arqueológica preliminar. La intervención también trató de aliviar la presión de tierra del frágil yacimiento retirando parte de la sobrecarga de la plataforma. En la excavación se encontraron objetos de porcelana inglesa, loza vidriada con estaño, gres vidriado con sal y decorado en azul y una pipa de arcilla Speelman, lo que indica que la Batería Nassau estuvo en uso durante la segunda mitad del siglo XVIII. La batería sufrió importantes daños durante un huracán en 1772 y posteriormente se reconstruyó, pero añadiendo un pequeño hospital. Así pues, la batería Nassau forma parte del patrimonio militar y de la historia social de San Eustaquio.